# Catalunha
Catalunha (em catalão:  Catalunya, em occitano:  Catalonha, em castelhano:  Cataluña) é uma comunidade autônoma da Espanha localizada na extremidade leste da Península Ibérica. É designada como uma nacionalidade pelo seu Estatuto de Autonomia. A Catalunha é composta por quatro províncias: Barcelona, Girona, Lérida e Tarragona. A capital e a maior cidade é Barcelona, o segundo município mais povoado de Espanha e a quinta área urbana mais populosa da União Europeia. A Catalunha compreende a maior parte do território do antigo Principado da Catalunha (com exceção de Rossilhão, agora parte dos Pireneus Orientais da França). Tem fronteiras com a França e Andorra ao norte, o Mar Mediterrâneo a leste e as comunidades autônomas espanholas de Aragão a oeste e Valência ao sul. As línguas oficiais são o catalão, o espanhol e o occitano aranês.
No final do século VIII, vários condados nos Pireneus orientais foram estabelecidos pelo Reino Franco como uma barreira defensiva contra as invasões muçulmanas. No século X, o Condado de Barcelona tornou-se progressivamente independente. Em 1137, Barcelona e o Reino de Aragão foram dinasticamente unidos sob a denominação de Coroa de Aragão. Dentro da Coroa, os condados catalães adotaram uma entidade política comum, o Principado da Catalunha, desenvolvendo seu próprio sistema institucional, como Cortes, Generalidade e constituições, tornando-se a base para o comércio e expansionismo da Coroa no Mediterrâneo. No final da Idade Média, a literatura catalã floresceu. Em 1469, o rei de Aragão e a rainha de Castela se casaram e governaram seus reinos juntos, mantendo todos as suas instituições e legislações distintas.
Durante a Guerra Franco-Espanhola (1635–1659), a Catalunha se revoltou (1640–1652) contra uma grande e pesada presença do exército real em seu território, tornando-se brevemente uma república sob proteção francesa, até que o exército espanhol reconquistasse a área. Nos termos do Tratado dos Pireneus, em 1659, a Coroa Espanhola cedeu as partes do norte da Catalunha, principalmente o Rossilhão, para a França. Durante a Guerra da Sucessão Espanhola (1701–1714), a Coroa de Aragão partiu contra o Bourbon Felipe V da Espanha, após a derrota catalã em 11 de setembro de 1714, Filipe impôs uma administração unificadora em toda a Espanha, promulgando os Decretos de Nueva Planta que, como nos outros reinos da Coroa, suprimiram as instituições e direitos catalães. Isso levou ao eclipse do catalão como língua de governo e literatura, substituído pelo espanhol.
No século XIX, a Catalunha foi severamente afetada pelas Guerras Napoleónicas e Carlistas. Na segunda metade do século, experimentou uma significativa industrialização. À medida que a riqueza da expansão industrial crescia, houve um renascimento cultural juntamente com o nacionalismo incipiente, enquanto vários movimentos operários apareceram. Com o estabelecimento da Segunda República Espanhola (1931–1939), a Generalidade da Catalunha foi restaurada como um governo autónomo. Contudo, após a Guerra Civil Espanhola, a ditadura franquista decretou medidas repressivas, aboliu as instituições catalãs e proibiu novamente o uso da língua catalã. Depois de uma autarquia, do final dos anos 1950 ao início dos anos 1970 passou por um rápido crescimento económico, o que tornou Barcelona uma das maiores áreas metropolitanas industriais europeias e a Catalunha em um importante destino turístico internacional. Com a redemocratização espanhola (1975–1982), a Catalunha havia recuperado um alto grau de autonomia e resta uma das comunidades mais prósperas da Espanha. Em 2017, o seu estatuto constitucional voltou a ser objeto de disputa após um referendo de autodeterminação culminar em uma declaração unilateral de independência feita pelo Parlamento Catalão, sem reconhecimento internacional. O Senado da Espanha aprovou a instituição do artigo 155 da Constituição e suspendeu a autonomia da comunidade até à realização de novas eleições locais em dezembro.

## Etimologia
O nome Catalunya (Catalunha) Cathalonia, ou Cathalaunia no latim medieval — começou a ser usado para a pátria dos catalães (Cathalanenses) no século XI e foi usado provavelmente antes como uma referência territorial ao grupo dos condados que compreendeu parte da Marca de Gócia e a Marca Hispânica sob o controle do Conde de Barcelona e seus parentes. A origem do nome Catalunya está sujeita a interpretações diversas devido à falta de provas.
Uma teoria sugere que Catalunya deriva do nome Gócia (ou Gáucia) Lâunia ("Terra dos Godos"), desde que as origens dos contagens catalães, senhores e povos foram encontradas na Marca de Gócia, conhecido como Gócia, de onde Gothland> Gothlandia> Gothalania> Cathalaunia> Catalunya derivada teoricamente. Durante a Idade Média, cronistas bizantinos alegaram que Catalânia deriva da fusão local de godos com alanos, inicialmente constituindo Godo-Alânia.
Isaac Newton no seu livro "As profecias do Apocalipse e o Livro de Daniel" refere que o nome Catth-Alania ou Cathaala Unia foi um nome colocado pelos Catos e Alanos, dois povos que habitaram essa zona da atual Espanha.

## História

### Pré-história

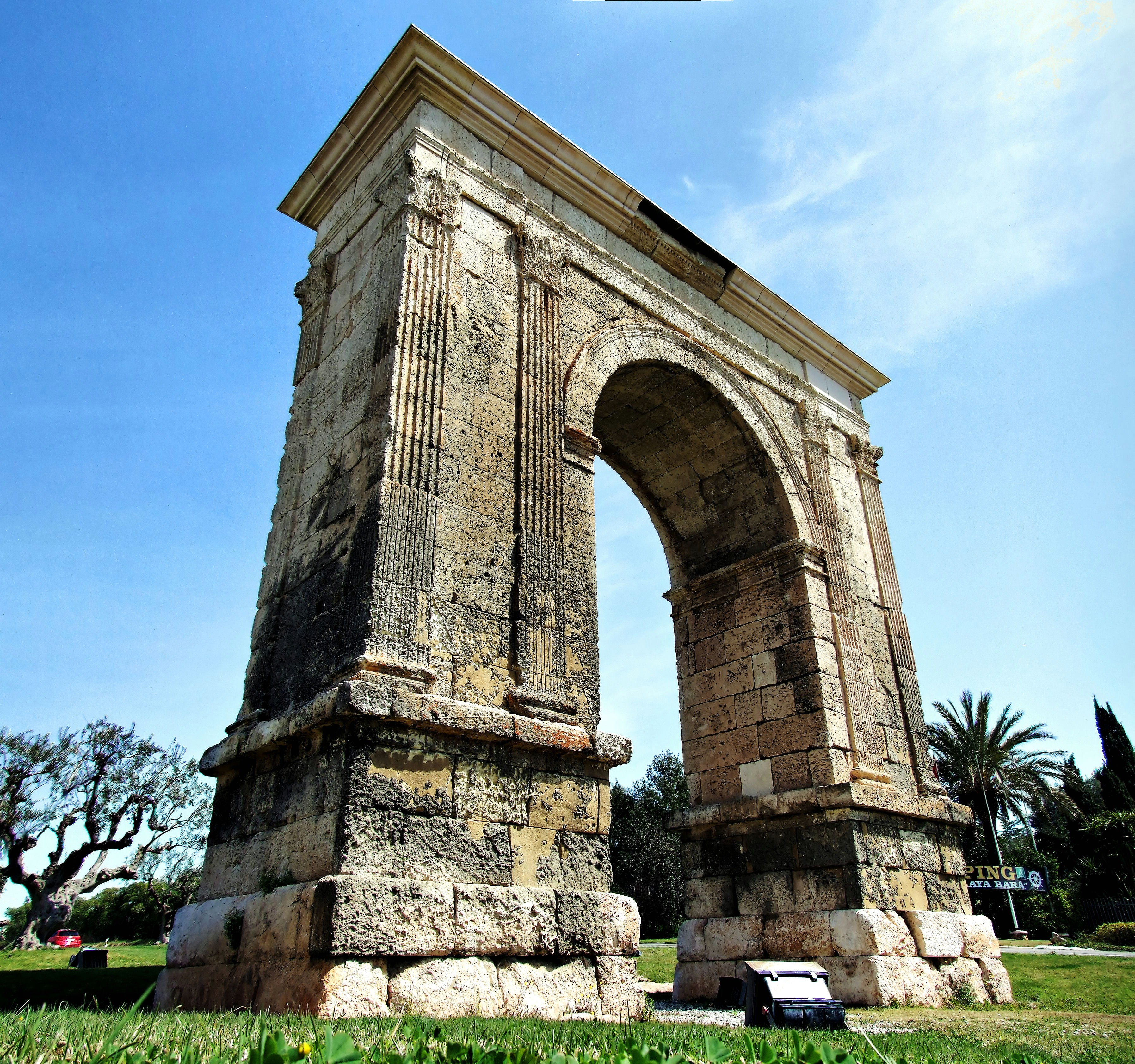
Arco romano de Berà, em Tarragona

O primeiro povoamento do território data da época do Paleolítico Médio. Os vestígios mais antigos encontrados correspondem à mandíbula de um pré-Neandertal encontrada em Banyoles, com 25 mil anos. Existem amostras de pinturas rupestres em Ulldecona, e megalíticos médios espalhados por toda a Catalunha. Os mais destacados são o da Cova d'en Daina, Creu d'en Cobertella o na Costa dels Garrics.
Durante a Idade do Bronze, a cultura dos campos de incineração, uma prática vinda da Europa Central, assim como a aparição do bronze permitem o desenvolvimento dos primeiros povos, ofícios, uma certa organização hierárquica e, sobretudo, uma primeira amostra de povoamento urbanizado. Exemplo disso a grande quantidade de objetos e outros elementos encontrados no Llavorsí (Pallars Sobirà) e no Barranc de Gàfols (no Baix Ebre).

### Idade Antiga
A colonização na idade antiga deu-se em duas etapas. A primeira etapa deu-se com o início da colonização pelos Gregos e Cartagineses. A segunda etapa corresponde a romanização da Catalunha iniciada em 218 a.C. O início da presença romana na Catalunha começa com a Segunda Guerra Púnica. O atual território catalão foi primeiro englobado na província chamada Hispânia Citerior, para formar parte desde o ano de 27 a.C. a Tarraconense, cuja capital foi Tarraco (atual Tarragona). Com a crise do século III que afetou o Império Romano, a Catalunha foi afetada gravemente com destruição e abandono das vilas romanas.

### Idade Média

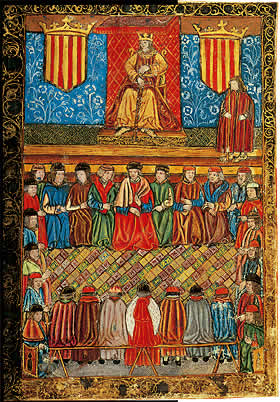
Cortes Catalãs, século XV

No século V com a invasão dos povos germânicos, os Visigodos instalaram-se em Tarraconense e em 475 o rei visigodo Eurico formou o Reino Visigodo de Tolosa. Os Visigodos dominaram a região até ao século VIII. Em 711, os Árabes iniciam a conquista da Península Ibérica, algumas batalhas tomaram conta de região principalmente em Tarragona. No último quarto do século VIII veio a reacção dos carolíngios, que conseguiram o domínio das actuais cidades de Girona e Barcelona. No final do século IX, Carlos II (ou Carlos, "o Calvo") nomeou Vifredo, o Veloso Conde de Barcelona e Gerunda. Antes de morrer, marca um precedente, designando aos seus três filhos as terras a herdar. Somente no século seguinte houve independência em relação ao poder carolíngio.
O Condado de Barcelona corresponde ao território governado pelos Condes de Barcelona entre os séculos IX e XVIII, como uma entidade política na Catalunha. No século XI desenvolveu-se uma Catalunha feudal. Com o casamento do conde Raimundo Berengário IV de Barcelona com Petronila de Aragão (do Reino de Aragão) formou-se como confederação a Coroa de Aragão, de que Raimundo se torna Príncipe-Regente, mantendo ambos, reino e condado (mais tarde como o Principado da Catalunha), suas próprias instituições administrativas. O filho da união de Raimundo Berengário IV de Barcelona com Petronila de Aragão, Afonso II de Aragão, foi o primeiro rei da dinastia da Casa de Barcelona no trono da Coroa de Aragão. A expansão da Coroa, teve início com a conquista das cidades de Lérida, Tortosa, Reino de Maiorca (nas Ilhas Baleares), Reino de Valência (que permaneceu com corte própria), Coroa da Sicília, Minorca (nas Ilhas Baleares) e Sardenha (ilha italiana).
Ao mesmo tempo, o Principado da Catalunha desenvolveu um complexo sistema institucional e político baseado no conceito de pacto entre os estamentos do reino e o rei. As leis tinham que ser aprovadas nas Cortes Catalãs (Corts Catalanes), um dos primeiros órgãos parlamentares da Europa que proibiu o poder real de criar legislação unilateralmente (desde 1283). Em 1359, as Cortes estabeleceram a Generalidade (Generalitat), consolidando o sistema constitucional catalão. Até às primeiras décadas do século XIV, a coroa teve o seu apogeu, que começou a mudar com o surgimento de catástrofes naturais, crises demográficas, recessão da economia catalã, o surgimento de tensões sociais e crise sucessora (o Rei Martin I não deixou sucessor nomeado). Em 1443, após a conquista do Reino de Nápoles a crise se agravou.
Foi nessa altura, em 1463, que surge o D. Pedro de Coimbra, Condestável de Portugal, para obter a sua coroa, No entanto, acaba por morrer passado apenas três anos ainda sem consensualizar essa sua posição.

### Idade Moderna
Em 1469, o Rei Fernando II de Aragão, da Casa de Trastâmara, casou-se com Isabel I de Castela o que conduziu a uma união dos dois reinos e a formação da Monarquia Católica. A Catalunha passa a ser um principado periférico dentro da confederação hispânica que com os descobrimentos e casamentos reais consegue dominar a Europa. Cada reino tinha as suas próprias leis, moedas, cortes ou línguas.

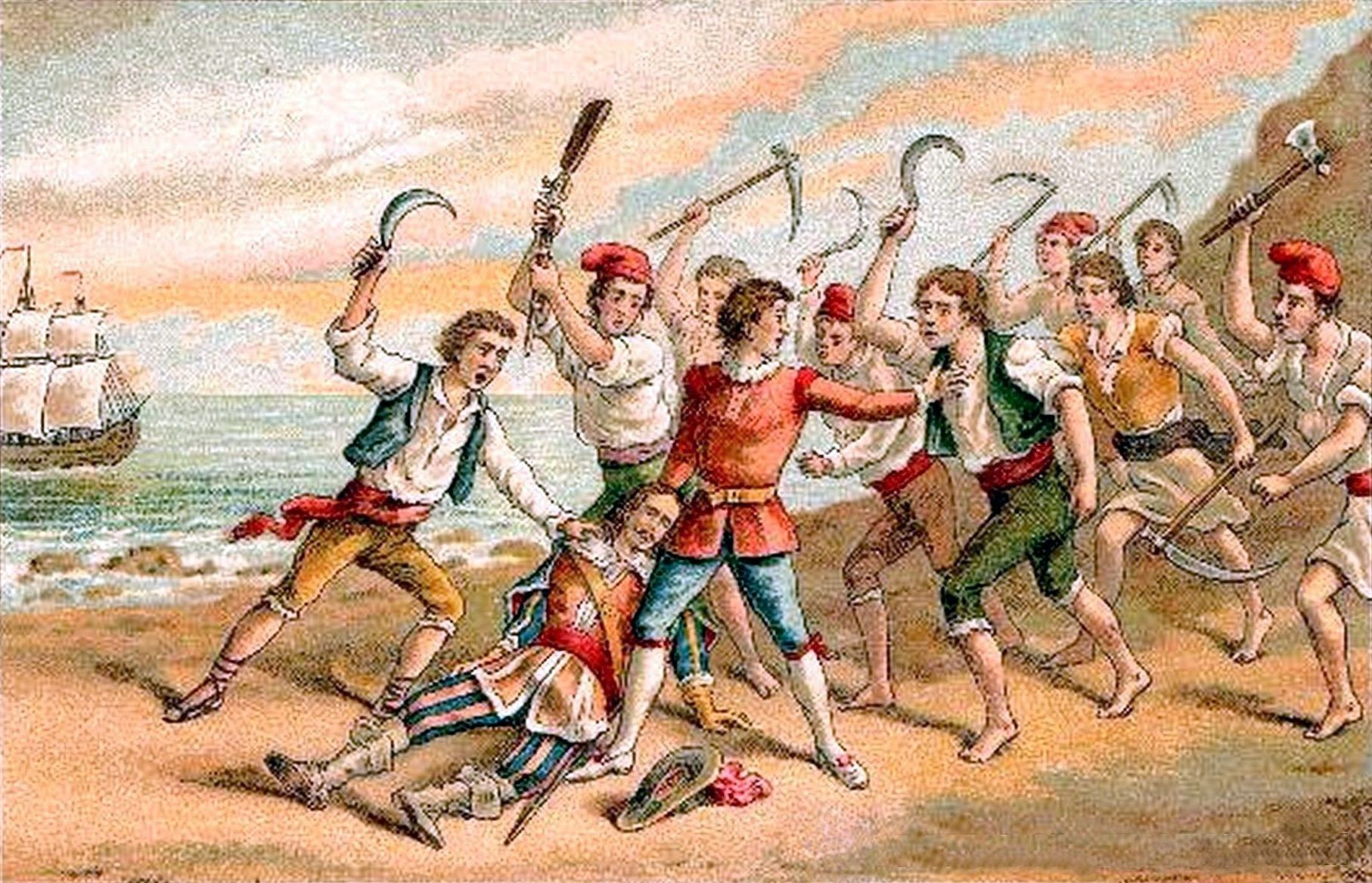
Corpus de Sang, um dos eventos iniciais da Guerra dos Segadores

Nos séculos XVI e XVII, a Catalunha viveu um período de decadência. Em 1640 a obrigação de alojar tropas castelhanas, o abuso dos militares e as consequências derivadas da guerra provocam grande enojo entre a população catalã. Em 7 de junho do mesmo ano, durante a festividade do Corpo de Deus, um ceifeiro (em catalão “segador”) é morto, o que a sua vez leva à morte do Conde de Santa Coloma, a maior autoridade da monarquia na Catalunha nessa altura. Os catalães envolveram-se num conflito, a Guerra dos Segadores, de 1640 até 1652, contra a presença de tropas de Castela em território catalão, durante a guerra dos trinta anos, o que acarretou a posterior incorporação do Rossilhão no reino francês.
Durante a Guerra de Sucessão Espanhola (1701–1713/1715), a Catalunha apoiou o pretendente austríaco (tal como Inglaterra, os Países Baixos e Portugal), assinando-se em 1713 a paz com o Tratado de Utrecht, deixando os catalães abandonados ao seu destino. Apesar de conseguirem resistir e inclusive vencer as tropas borbónicas, tal como na Batalha de Talamanca, o avanço do exército real continua. O cerco de Barcelona culminou com a Batalha de 11 de Setembro de 1714. Apesar do heroico combate, acabou quase completamente com a oposição catalã, que se rendeu às tropas do pretendente francês a 18 de Setembro no último castelo a cair, o de Cardona. O novo rei, Filipe V de Espanha (conhecido como Filipe de Anjou, era neto do rei francês Luís XIV), proclamou o Decreto da Nova Planta. Com este Decreto, o principado, assim como todos os outros que apoiaram ao arquiduque Carlos de Áustria, deixou de ter um governo próprio (as Cortes, a Generalidade, o Consell de Cent (Conselho de Cento) e restantes instituições de autogoverno catalãs foram abolidas).

### Idade Contemporânea

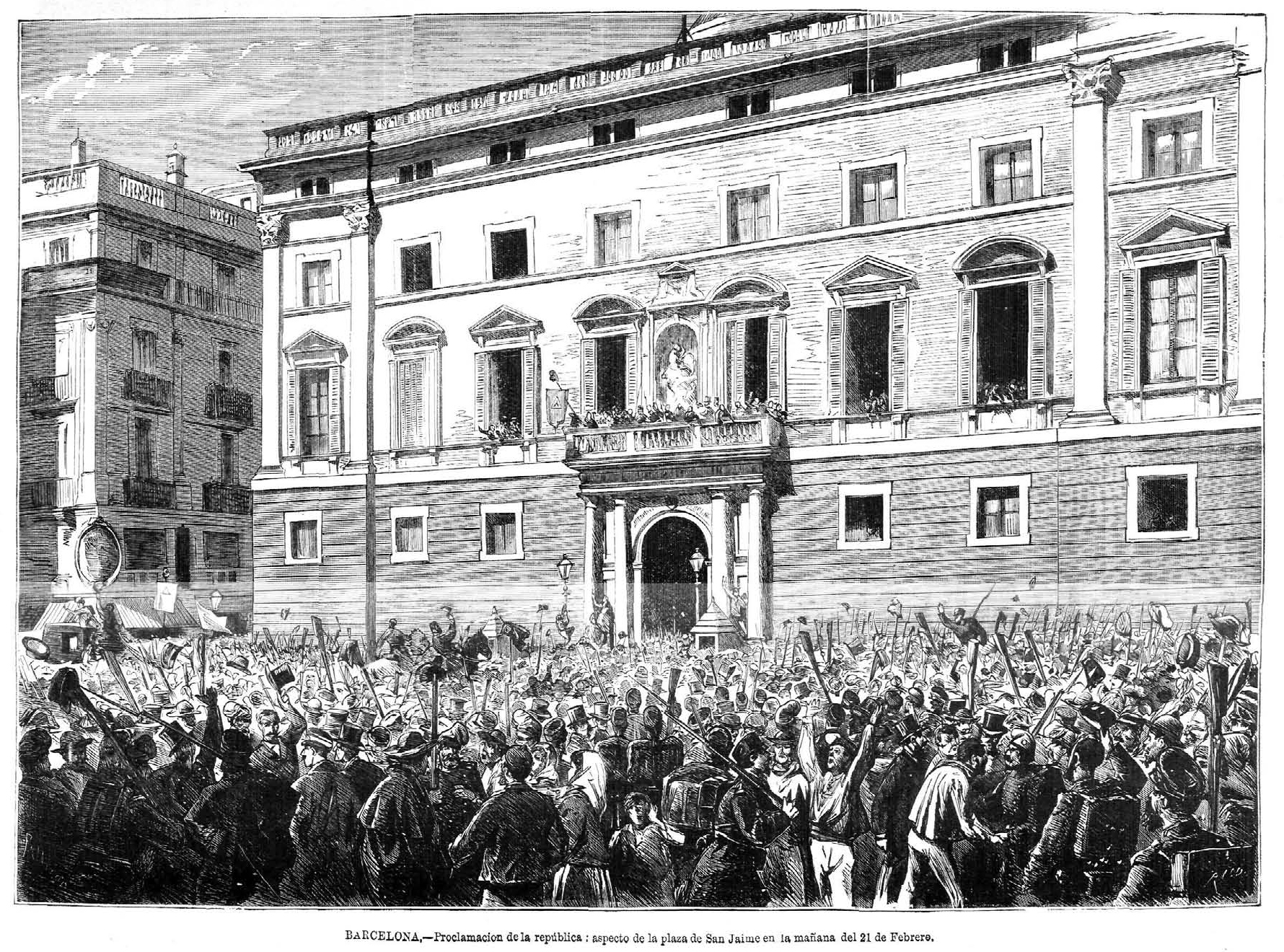
Proclamação da Primeira República Espanhola, em Barcelona (1873)

No século XIX foi severamente afetada pelas guerras napoleónicas e carlistas. Ao longo do século XIX a Catalunha representa a força industrial da Espanha, é a primeira a introduzir a industrialização através do vapor em primeiro lugar. O têxtil representa a força da indústria catalã do século XIX. Também o comércio com as nações americanas contribuir a revolução alimentaria, industrial, dos transportes e tecnológica. O capital estrangeiro investe na Catalunha e isso introduz a siderurgia, além de outros novos elementos característicos da Revolução Industrial. Os primeiros bancos conseguem grande impulso durante a chamada Febre do Ouro até à quebra dos mercados de 1866. O proletariado começou, por tanto, inicialmente na Catalunha e tomou a cidade de Barcelona, como centro das manifestações.
Em 1873 é proclamada a Primeira República Espanhola e destituída a monarquia. Durante a curta vida da república (1873–1874) duas propostas de Estado serão debatidas em Madrid. A primeira delas vê a Espanha como uma única nação, a segunda, apoiada pela Catalunha, pretende um Estado federado. Francesc Pi i Margall, catalão, é proclamado Presidente. O golpe de estado monárquico acontecerá em 1874. Nos finais do século XIX nasceu o movimento chamado em catalão "Renaixença", que foi o início das reivindicações do catalanismo político. Os primeiros representantes do catalanismo político foi Valentí Almirall (republicano federal), Enric Prat de la Riba e Francesc Cambó (da Liga Regionalista).
Em 1914, formou-se a Mancomunitat (união administrativa das províncias de Lérida, Barcelona, Tarragona e Girona), primeiro organismo administrativo de Catalunha reconhecido pelo Estado Espanhol desde a Guerra de Sucessão Espanhola. Seu projeto de modernização incluiu a construção de infraestrutura, escolas, bibliotecas e actualização da língua catalã. Foi dissolvida pela ditadura de Primo de Rivera no ano de 1923.

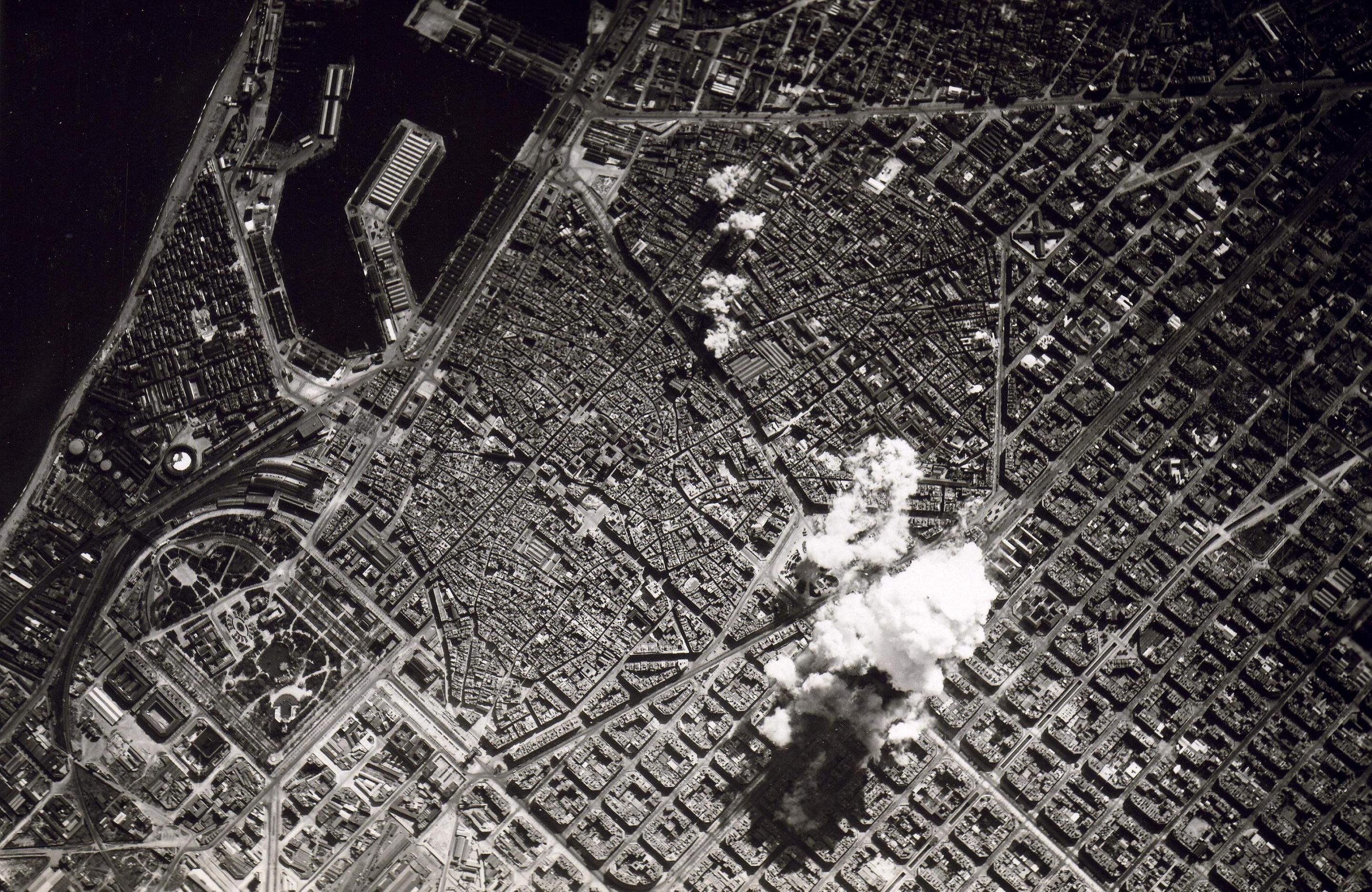
Bombardeio de Barcelona em março de 1938 pelas tropas fascistas italianas de Mussolini, apoiando a incursão franquista. A cidade foi acossada aereamente várias vezes durante 1937 e 1938.

Com a proclamação da II República Espanhola, em 1931, reconheceu-se a autonomia da Catalunha, não obstante se ter chegado a proclamar unilateralmente a República Catalã, mas a proclamação não foi bem aceita pelo governo de Espanha, embora fosse uma proclamação federalista. Depois de prolongadas negociações aprovou-se o seu Estatuto no ano de 1932, aprovado com 99% dos votos por referendum. O novo estatuto dava oficialidade à língua catalã, restabelecia o autogoverno da Catalunha e designava a Catalunha como uma região autónoma, tendo sido eleito Presidente da Generalidade Francesc Macià (da Esquerda Republicana da Catalunha).
Com a derrota dos Republicanos na Guerra Civil (1936–1939), a Catalunha perdeu novamente a sua autonomia, todas as instituições de autogoverno catalãs foram banidas, e sofreu uma importante e pesada repressão cultural e linguística (com a abolição e proibição do uso do catalão), por parte do Estado Nacionalista Espanhol, totalitário e de inspiração fascista. Em 1940 o presidente catalão, Lluís Companys, foi fuzilado pelo regime fascista espanhol.
Os anos após a guerra foram extremamente duros. A Catalunha, como muitas outras partes da Espanha, havia sido devastada pela guerra. A recuperação dos danos de guerra foi lenta. Durante os anos 60 houve um crescimento espetacular da indústria e do turismo na Catalunha. Em 1977, com a morte do ditador Francisco Franco (1975) e o fim da ditadura, foi a primeira comunidade a recuperar outra vez a sua autonomia, restaurando a Generalidade (exilada desde o fim da Guerra Civil em 1939) e adoptando um novo Estatuto de Autonomia em 1979. Em 1992, Barcelona organizou os Jogos Olímpicos de Verão.
Atualmente a Generalidade da Catalunha conta com delegações no estrangeiro e tem diversas competências exclusivas como segurança, saúde, cultura e educação. O novo Estatuto de Autonomia da Catalunha, aprovado após um referendo em 2006, foi contestado por importantes setores da sociedade espanhola, especialmente pelo conservador Partido Popular, que enviou a lei ao Tribunal Constitucional de Espanha. Em 2010, o Tribunal declarou não válidos alguns dos artigos que estabeleceram um sistema autónomo catalão de Justiça, melhores aspectos do financiamento, uma nova divisão territorial, o estatuto da língua catalã ou a declaração simbólica da Catalunha como nação, entre outros. Esta decisão foi severamente contestada por grandes setores da sociedade catalã, que aumentou as exigências da autodeterminação.

## Geografia

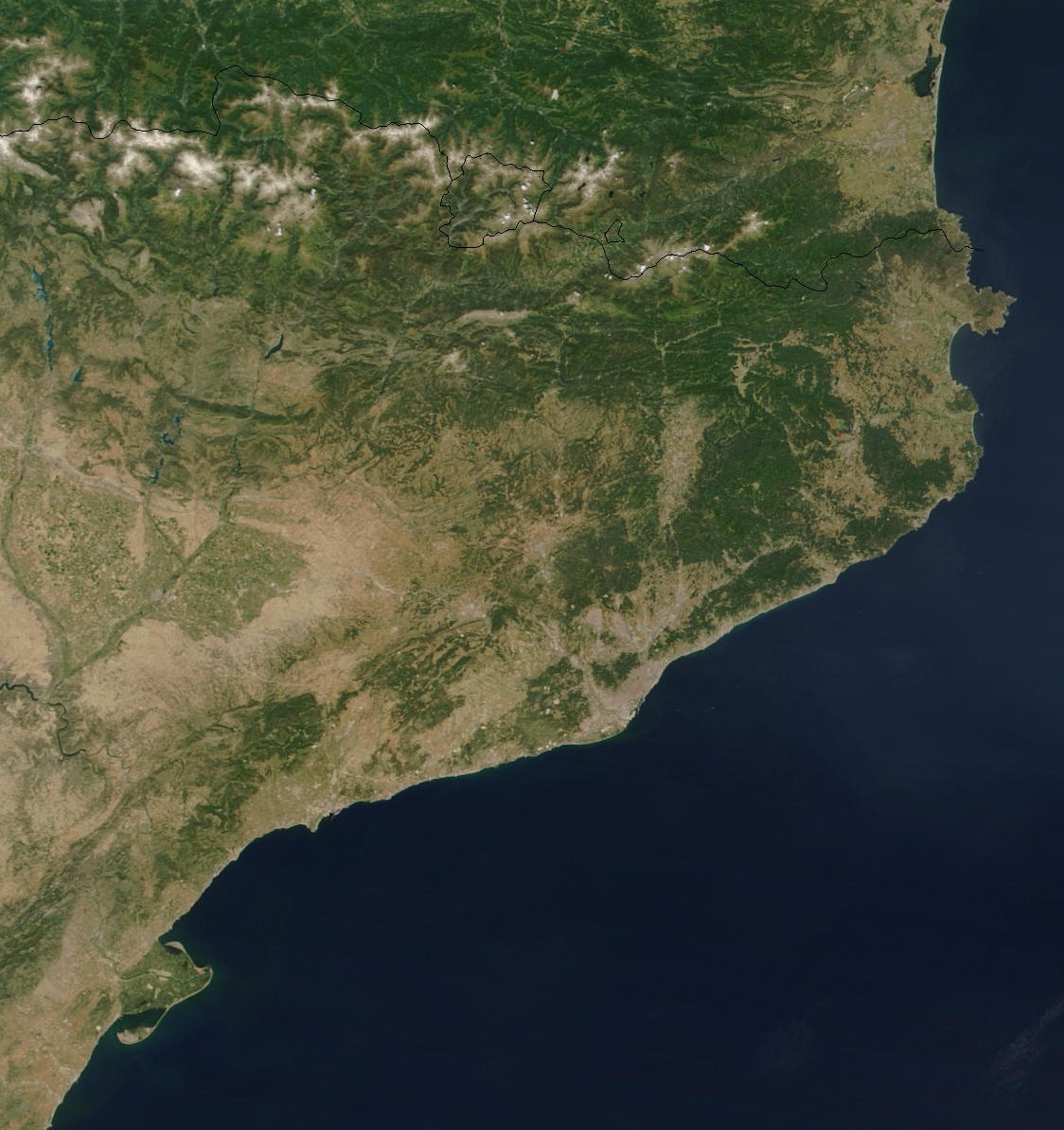
Imagem de satélite da Catalunha

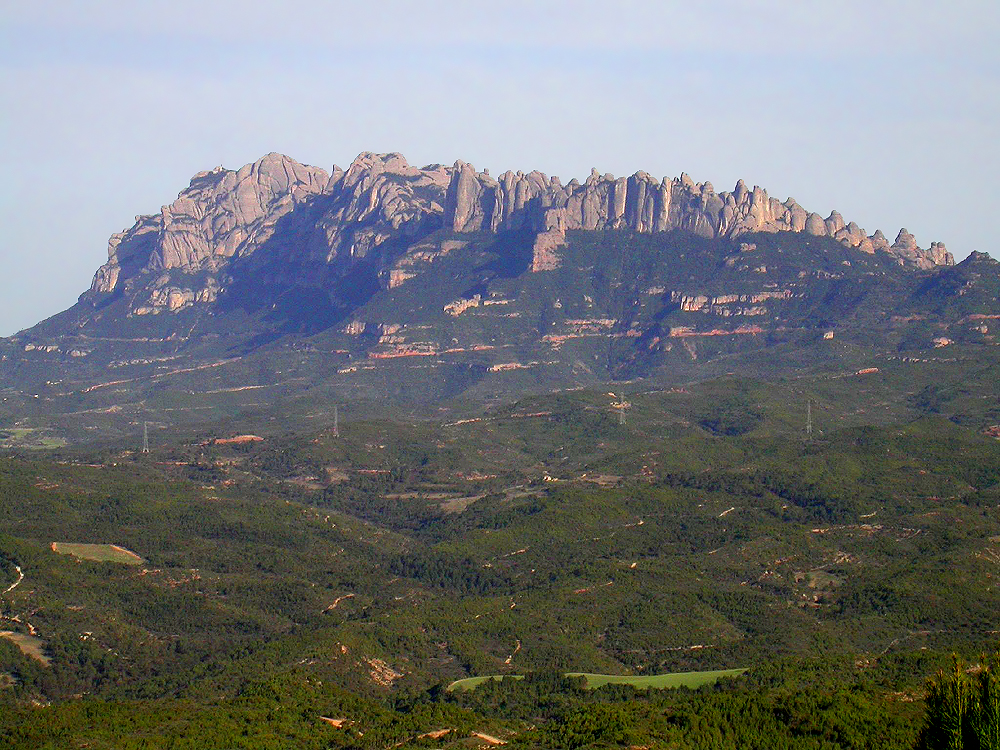
Vista do maciço de Montserrat

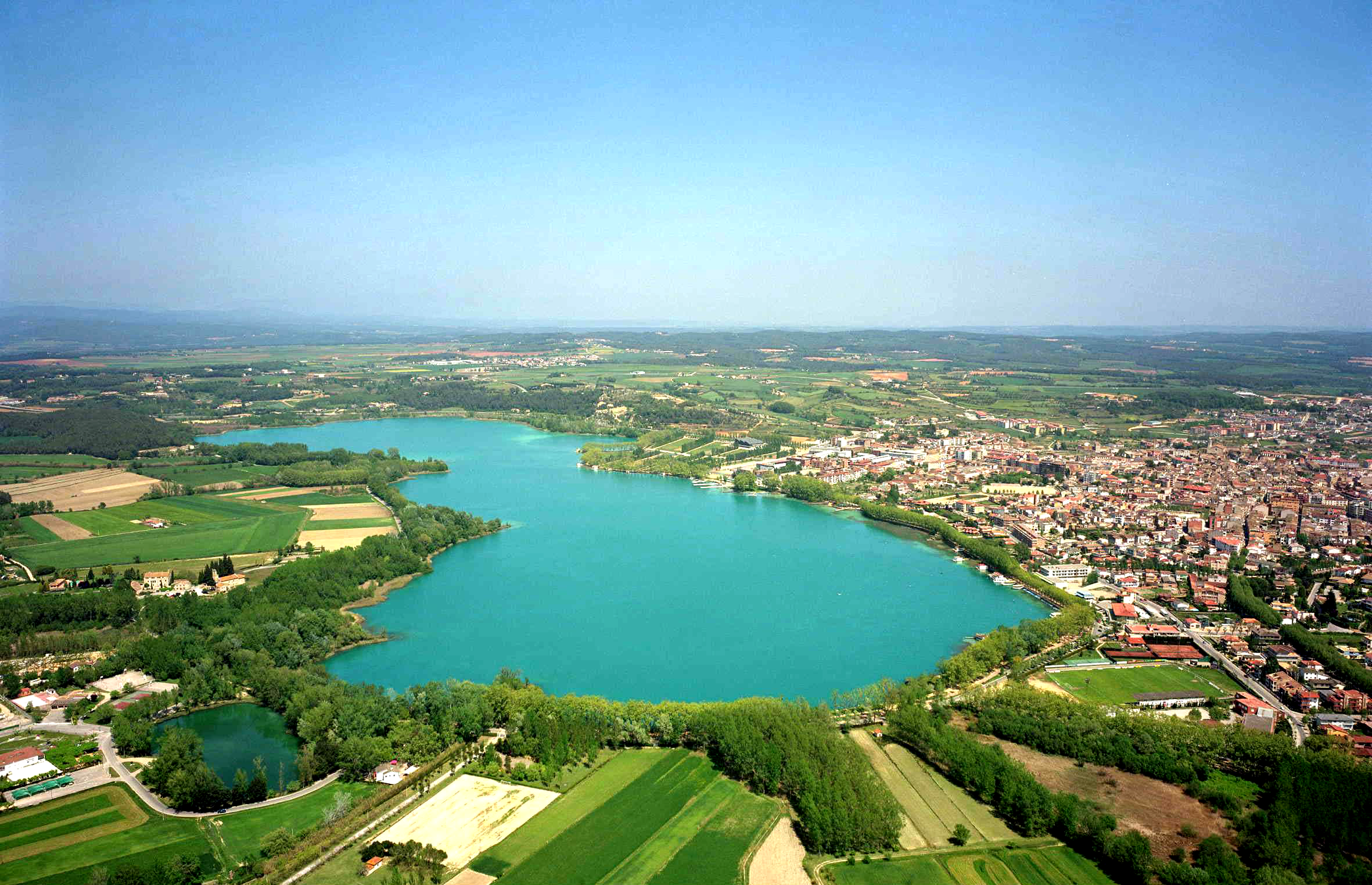
Lago de Banyoles

Situada no extremo nordeste da Península Ibérica, a Catalunha é a sexta comunidade autónoma da Espanha em termos de área, ocupando um território de 32.114 km², e limita a norte com Andorra e França (com os departamentos dos Pirenéus Orientais, Ariège e Alto Garona, na região Occitânia), ao sul com a Comunidade Valenciana, a leste com o mar Mediterrâneo e a oeste com Aragão. A Catalunha tem uma marcada diversidade geográfica, se considerarmos o tamanho relativamente pequeno do seu território. A geografia é condicionada pela costa mediterrânea, com 580 km (360 milhas) de litoral, e os Pirenéus ao norte. O território catalão é dividido em três principais unidades geomorfológicas, os Pirenéus, o sistema mediterrâneo catalão e a Depressão Central Catalã.
Os Pirenéus catalães representam quase metade do comprimento dos Pirenéus, uma vez que se estende mais de 200 km. Tradicionalmente diferenciaram-se os Pirenéus Axiais (a parte principal) e os Pré-Pirenéus (sul do Axial) que são formações montanhosas paralelas às principais cordilheiras mas com altitudes inferiores, menos íngremes e uma formação geológica diferente. A montanha mais alta da Catalunha, localizada ao norte da comarca de Pallars Sobirà, é a Pica d'Estats (3.143 m), seguida pelos Puigpedrós (2 914 m). No Pré-Pirenéus situa-se a del Cadí, que separa o vale da Cerdanya da Depressão Central, causada por erosão do rio Ebro e seus afluentes.
O sistema mediterrâneo catalão é baseado em duas faixas mais ou menos paralelas à costa, numa direção noroeste para sudoeste. Estas duas cordilheiras são a Litoral e a Pré-Litoral. A Cordilheira Litoral é extensão menor e tem altitudes mais baixas, quando a Pre-Litoral é maior em comprimento e em altura. As montanhas mais relevantes desta área são Montserrat, Montseny, e o Tibidabo. Dentro das cordilheiras estão uma série de planícies, as entidades sobre as quais formam as Depressões Costeira e Pré-Costeira. A depressão costeira é situada no leste da escala litoral para a costa. A depressão Pré-Litoral, por outro lado, situa-se no interior, entre as duas cordilheiras, e constitui a base das planícies de Vallès e Penedès.
A maior parte da Catalunha pertence à Bacia do Mediterrâneo. A rede hidrográfica catalã é constituída por duas bacias importantes, a do Ebro e a que compreende as bacias internas da Catalunha (respectivamente 46,84% e 51,43% do território), todas elas fluem para o Mediterrâneo. Além disso, há a bacia do rio Garona que flui para o Oceano Atlântico, mas cobre apenas 1,73% do território catalão. Principais rios que banham a Catalunha: Río Ebro e seus afluentes Noguera Pallaresa, Noguera Ribagorçana, Segre e Valira; outros: Llobregat, Ter, Garona, Fluvià, Besòs, Tordera. A costa catalã é quase rectilínea, com um comprimento de 580 km e algumas unidades geográficas relevantes — as mais relevantes são o Cabo de Creus eo Golfo de Roses ao norte e o Delta do Ebro ao sul. A Cordilheira Litoral abraça a costa em vários pontos, um entre L'Estartit e a cidade de Blanes (Costa Brava), e o outro ao sul, no Costa del Garraf.

### Clima
Clima mediterrânico e Clima temperado com altas temperaturas no Verão e invernos húmidos. Na região do Mediterrâneo, os verões são secos e quentes com a brisa do mar, e a temperatura máxima é de cerca de 26–31 °C. O inverno é frio ou um pouco frio, dependendo da localização. Neva frequentemente nos Pirenéus, e ocasionalmente neva em altitudes mais baixas, mesmo pelo litoral. Primavera e outono são tipicamente as estações mais chuvosas, exceto para os vales pirenaicos, onde o verão é tipicamente tempestuoso.

## Demografia

Mapa cronológico mostrando o desenvolvimento do Catalão (Catalan)

De acordo com dados estatísticos oficiais, a população da Catalunha em finais de 2006 era de 7 134 697 habitantes, constituindo 16% do total da população de Espanha. Em 2012, segundo o Instituto de Estatística da Catalunha (IDESCAT), a população desta comunidade soma 7 570 908 habitantes. Desde o século XX, a Catalunha é um país de imigração. Os dados do mesmo ano 2012 revelam que 1 443 480 pessoas são imigrantes de outras zonas do estado espanhol (sendo a maioria da Andaluzia), e 1 342 271 são provenientes de outras zonas da Europa e do mundo, sendo os marroquinos, romenos e equadorenhos, por esta ordem de grandeza decrescente, os mais representados.

### Língua
O catalão é uma língua românica falada por cerca de sete milhões e meio de pessoas na Catalunha, Comunidade Valenciana (com o nome oficial de valenciano), Ilhas Baleares e Andorra. De acordo com o Estatuto de Autonomia, o catalão é a língua oficial da Catalunha juntamente com o castelhano, língua oficial do Reino de Espanha. A Generalitat de Catalunya tem desenvolvido legislação que promove e protege o uso social do catalão, de acordo com o defendido pelo Estatuto de Autonomia.
O Aranês, variedade da língua occitana é própria do Vale de Arão (Val d' Aran) e língua co-oficial da Catalunha. Esta pequena área de 7 mil habitantes foi o único lugar onde um dialeto do occitano recebeu status oficial completo.

## Governo e política

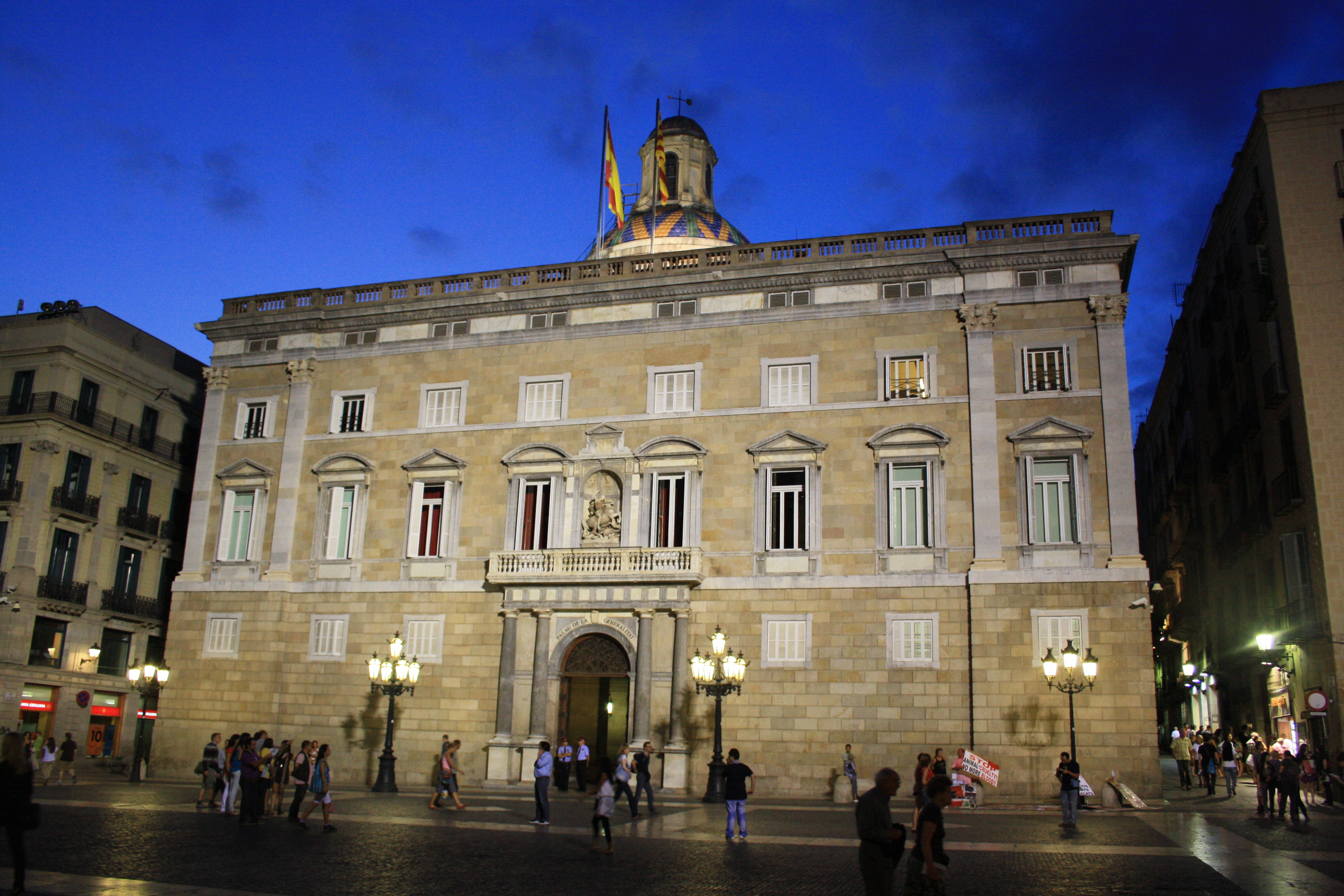
Palácio da Generalidade da Catalunha, situado em Barcelona

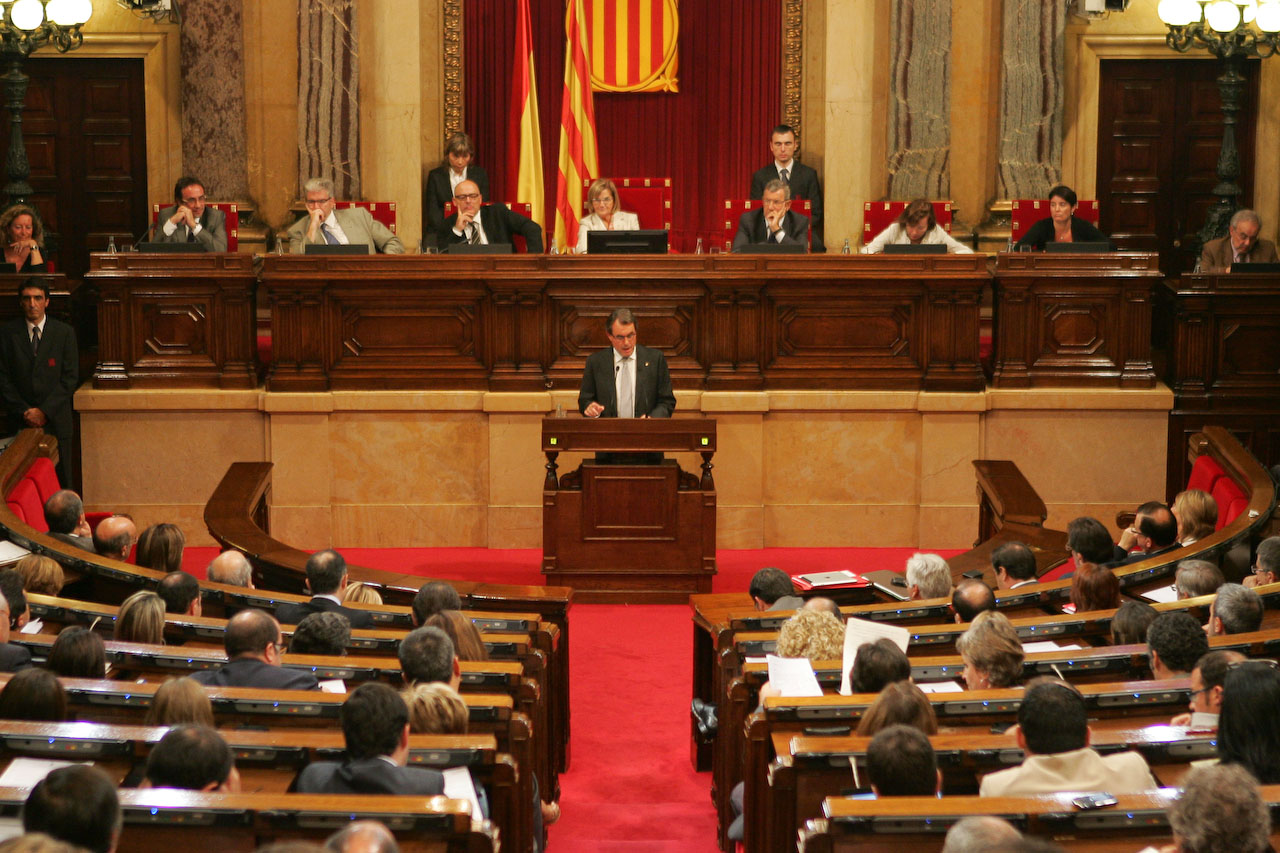
Parlamento da Catalunha, situado no Parque da Cidadela, Barcelona

O Estatuto de Autonomia da Catalunha é uma Lei orgânica que deve ser interpretada como a norma fundamental do ordenamento jurídico catalão. A última versão data de 2006 e foi ratificada por referendo, com 73,9% de votos a favor.
O primeiro Estatuto de Autonomia da Catalunha foi aprovado em 1932, durante a Segunda República Espanhola, mas foi revogado em 1939 com a vitória de Francisco Franco na Guerra Civil. Na Constituição espanhola de 1978, a Catalunha, juntamente com o País Basco e a Galiza, foi definida como uma "nacionalidade". A mesma constituição deu à Catalunha o direito automático à autonomia, o que resultou no Estatuto de Autonomia da Catalunha de 1979. Tanto o Estatuto de 1979 como o actual estabelecem que "a Catalunha, enquanto nacionalidade, exerce o seu autogoverno constituído como Comunidade Autónoma, em conformidade com a Constituição e o Estatuto de Autonomia da Catalunha, sua lei institucional básica". O governo autónomo da Catalunha é conhecido como Generalitat de Catalunya (Generalidade da Catalunha) e consiste de um parlamento, um presidente e um conselho executivo, que trabalham com as funções atribuídas no Estatuto de Autonomia da Catalunha.
O Parlamento da Catalunha (em catalão: Parlament de Catalunya) representa o povo e exerce o poder legislativo, aprova os orçamentos e controla e impulsiona a ação política e de governo. É composto por 135 deputados eleitos por um mandato de quatro anos mediante sufrágio direto. As últimas eleições datam de 2015, com a vitória da coligação Juntos pelo Sim.
O Presidente da Generalidade da Catalunha (em catalão: President de la Generalitat de Catalunya) é a mais alta representação da Catalunha, e dirige o Conselho Executivo. É eleito pelo Parlamento da Catalunha entre os seus membros. Em 2016, o Presidente da Generalidade era Carles Puigdemont i Casamajó, do Junts pel Si (Juntos pelo Sim), coligação de diversos partidos defensores do independentismo, como o Partido Democrático Europeu Catalão e a Esquerda Republicana da Catalunha. Entre 2010 e 2016, o presidente foi Artur Mas i Gavarró, da CiU; entre 2006 e 2010 foi José Montilla Aguilera, do PSC.
De acordo com o artigo 78 do Estatuto de Autonomia, o Síndic de Greuges (o Provedor de Justiça) é o Alto Comissariado que vela pela defesa dos direitos e liberdades reconhecidos na Constituição e no Estatuto. A Agência Tributária da Catalunha, criada em julho de 2007, está encarregada de fazer a angariação e gestão de impostos cuja competência seja da Generalidade. O Conselho do Audiovisual de Catalunha é a autoridade independente que regula as comunicações audiovisuais na Catalunha e tem como finalidade velar pelo cumprimento das leis aplicáveis aos prestadores de serviços de comunicação audiovisual, públicos e privados. Tem como princípios de atuação a liberdade de expressão, pluralismo, neutralidade e honestidade informativa, bem como a livre concorrência do sector.

### Forças de segurança

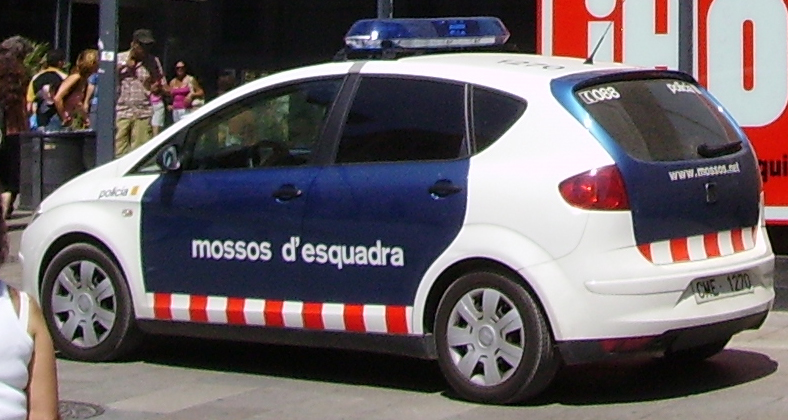
Unidade móvel dos Mossos d'Esquadra

A Polícia da Catalunha (Policia de la Generalitat de Catalunya, em catalão) ou Mossos d'Esquadra (literalmente: moços de esquadra) é a corporação policial autónoma, de estatuto civil, fundada em 1719 e a mais antiga da Europa, responsável pela segurança pública e prestação do serviço de polícia na Comunidade Autónoma da Catalunha.
Os Bombeiros da Generalidade (Bombers de la Generalitat de Catalunya, em catalão), são um corpo autónomo de bombeiros que desempenha as funções de prevenção e de extinção de incêndios, bem como de salvamentos em todo o território da Catalunha. Foi criado em junho de 1980 para desempenhar estas tarefas.

### Movimento separatista

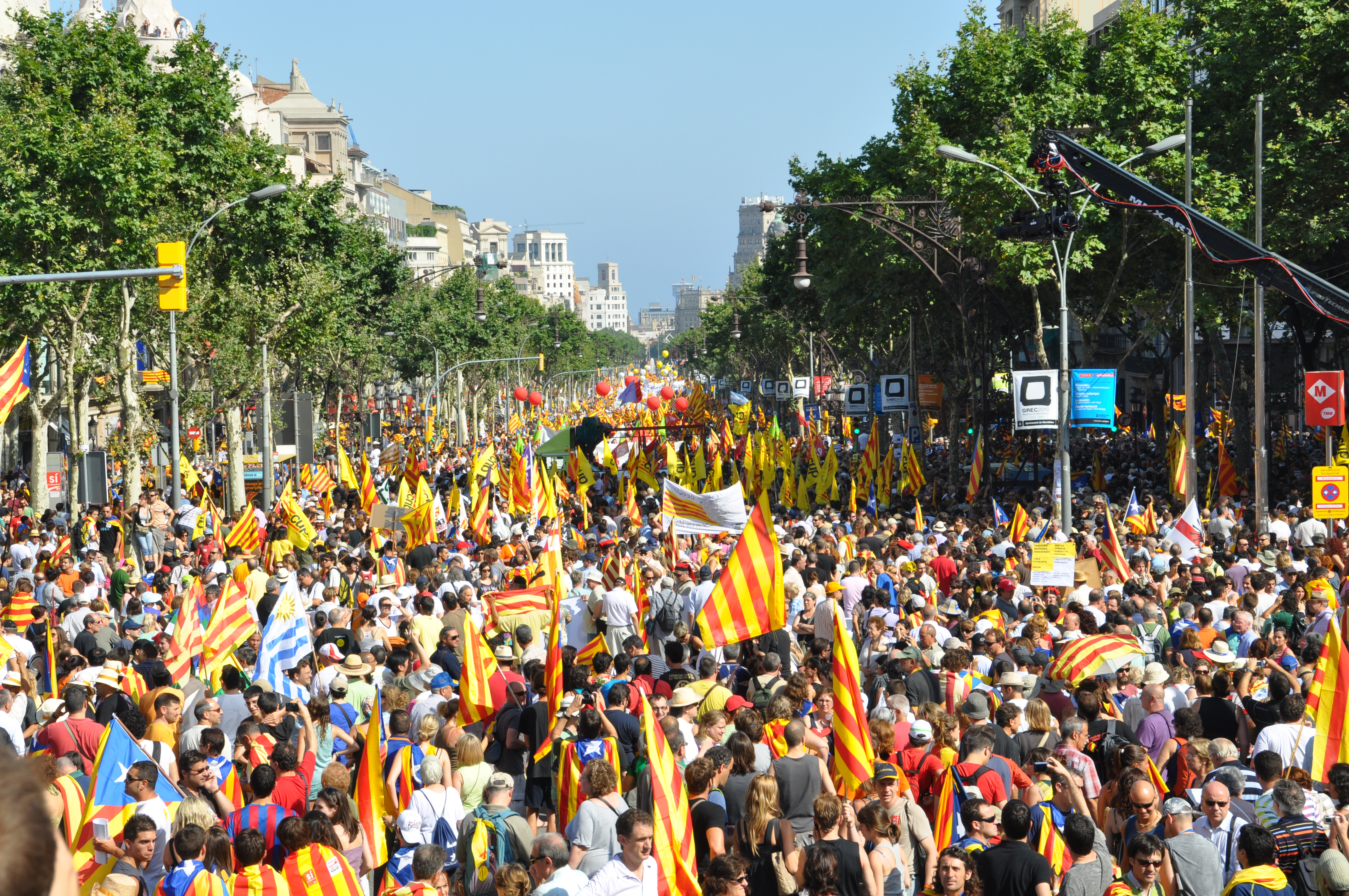
Protesto pela independência catalã em 2010

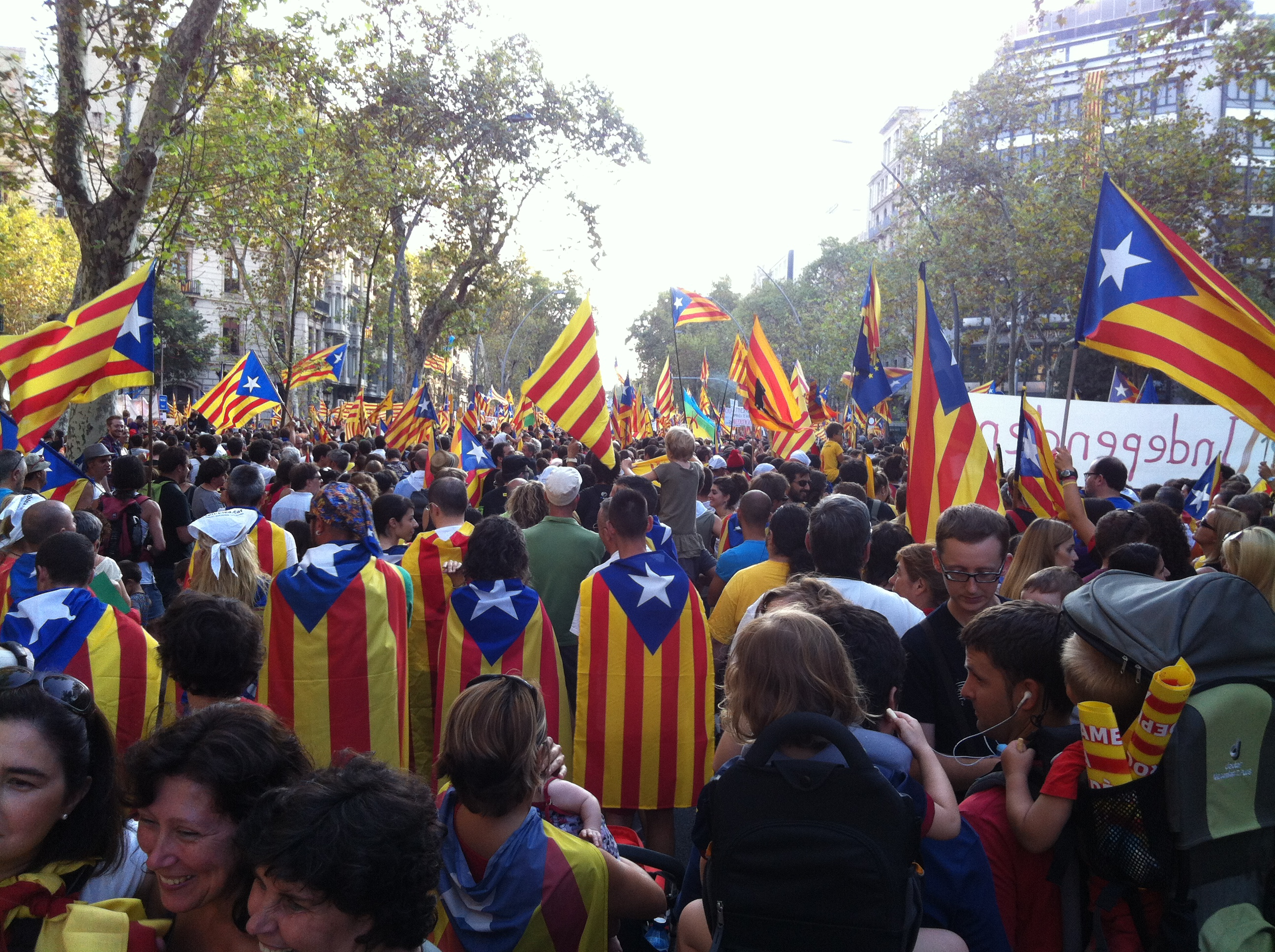
Manifestação pela independência da Catalunha em 2012

O Independentismo catalão é uma corrente política, derivada do nacionalismo catalão, que reivindica a independência da Catalunha, face à Espanha e defende a sua livre e direta integração na União Europeia. Foi reivindicado o separatismo catalão com o slogan "Catalunha, novo Estado da Europa", numa manifestação que congregou milhares de pessoas. Corrente humana de 400 km percorrendo a costa da Catalunha no dia 11 de setembro de 2013. O movimento inspirou-se na Cadeia Báltica, que foi uma corrente humana formada na época das mobilizações pela independência dos Países Bálticos da União Soviética.
À revelia da Constituição espanhola e do Tribunal constitucional, o Presidente da Generalidade da Catalunha, Artur Mas (CiU, primeira força política da comunidade na altura), anunciou no dia 12 de Dezembro de 2013, que convocará um referendo sobre a independência da Catalunha. Os partidos mais radicais da comunidade manifestaram o seu apoio à decisão. ERC, Esquerda Republicana (segunda força política mais votada), ICV, Iniciativa pela Catalunha (quinta força política), UDC, União Democrática da Catalunha (parceiros de coligação da CiU), EUiA, Esquerda Unida e Alternativa, (parceiros políticos de coligação com ICV), CUP, Candidatura de Unidade Popular, (nona força política), são a favor da consulta. Os partidos PSC, Partido Socialista Catalão, (terceira força política mais votada), PP-C Partido Popular — Catalunha (quarta força política mais votada) e C´s, Ciutadans (sexta força política mais votada) estão contra este referendo. Os partidos favoráveis ao referendo somam 88 deputados dos 135 do Parlamento catalão. O referendo tem um formato binomial: "Quer que a Catalunha seja um Estado?"; "Se sim, quer que este Estado seja independente?".
Com a suspensão do referendo por parte do tribunal constitucional, o governo catalão convocou um processo de "participação popular".
Sem acesso ao censo, mas conduzida sob as normas democráticas, de acordo com a comissão de observadores internacionais, estima-se que a consulta não oficial, em que o "Sim" ganhou 80,91% dos votos, teve participação de menos de 34% da população apta a votar de acordo com as regras do referendum, isto é, toda pessoa residente na Catalunha maior de dezesseis anos.
Manifestação realizada no dia 11 de setembro de 2015, a partir da Av. Meridiana de Barcelona, que juntou cerca de 1,4 milhões de pessoas num percurso de 5 km, e foi marcadamente independentista.

#### Declaração de independência em 2017

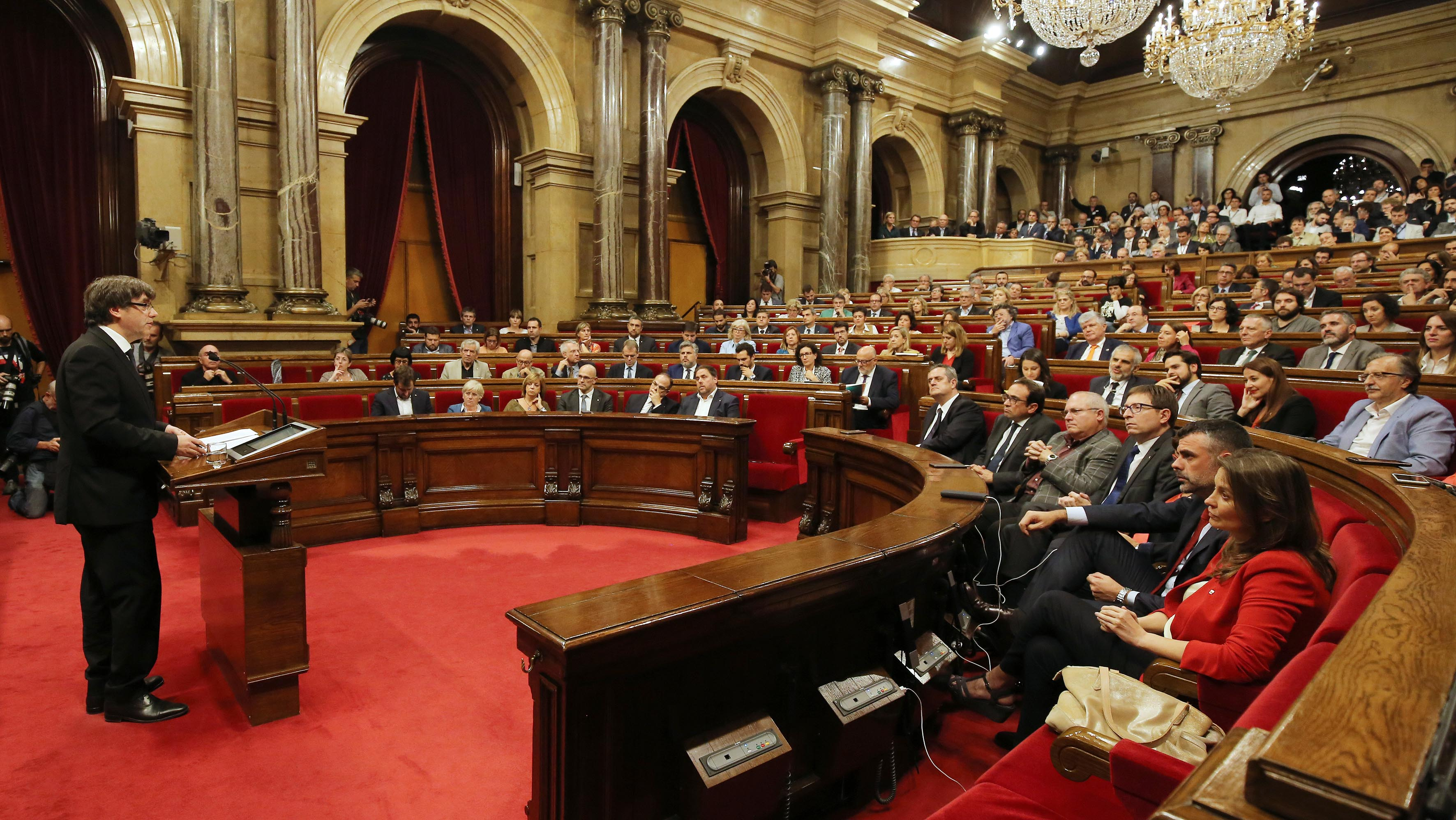
Carles Puigdemont fala ao Parlamento Catalão em 10 de outubro

Em 1 de outubro de 2017 foi realizado um referendo a respeito da independência da Catalunha. Com 90,09% (2 020 144 votos) o "Sim" venceu o referendo, já o “Não” obteve 7,87% (176 565 votos); os votos em branco somaram 2,03% (45 586) e nulos 0,89% (20 129). No total foram registrados 2 262 424 votos. O ex-presidente Catalão declarou que "o resultado decretou o direito da região ser um Estado", já o primeiro-ministro espanhol Mariano Rajoy "não reconheceu o referendo como legal e diz que não ocorreu". Em 10 de outubro de 2017 o Presidente da Generalidade da Catalunha Carles Puigdemont declarou independência sem efeito imediato para promover negociações com a Espanha.
Em 27 de outubro de 2017, o parlamento catalão votou e aprovou uma resolução de independência e declara independência de Espanha. No mesmo dia, no entanto, o Senado da Espanha votou e aprovou a instituição do artigo 155 da Constituição Espanhola retirando a autonomia à Catalunha. Mariano Rajoy destituiu o Governo da Generalidade da Catalunha e convocou eleições na Catalunha para o dia 21 de dezembro de 2017.

## Subdivisões

### Províncias

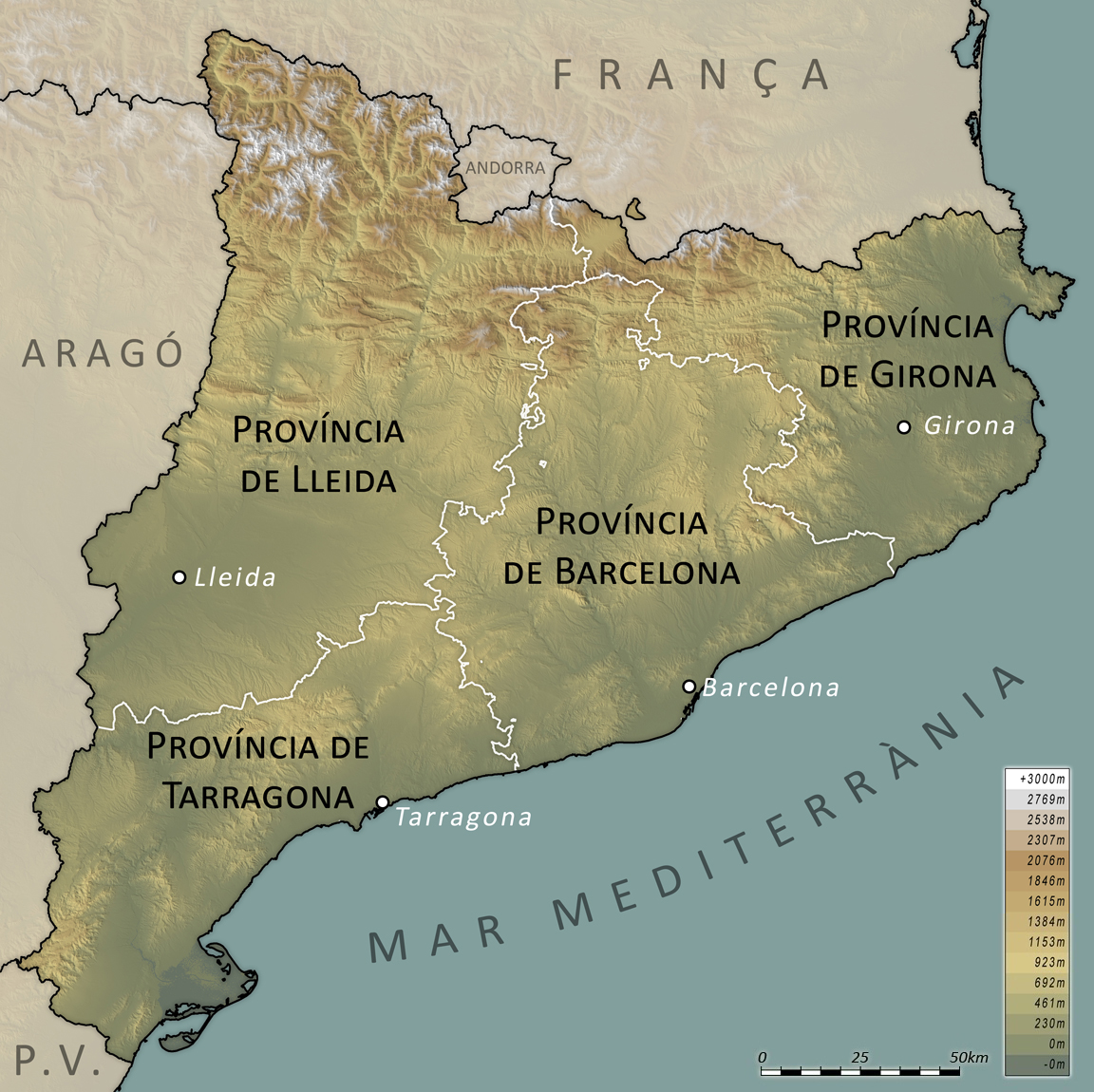
Províncias da Catalunha

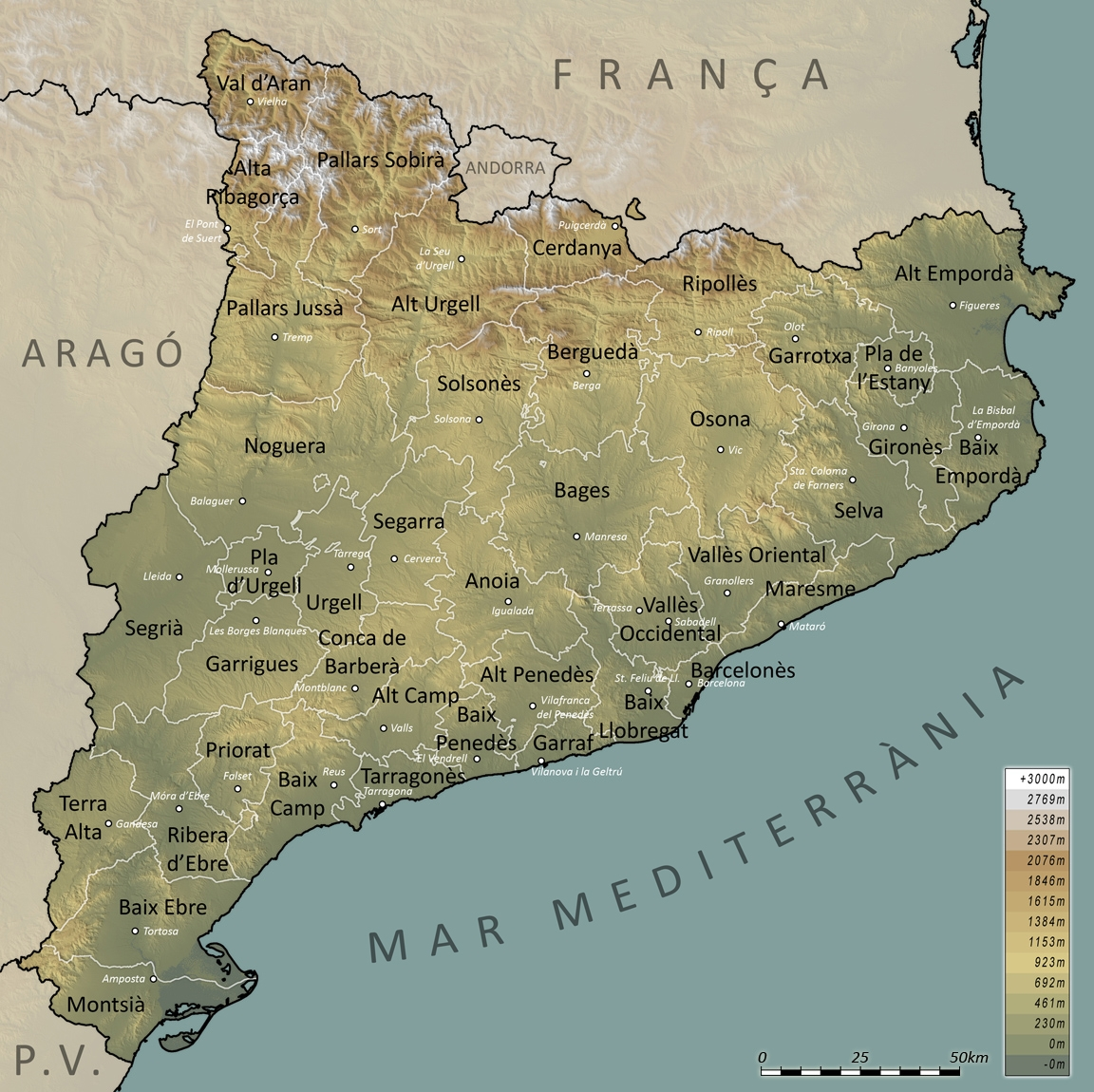
Comarcas da Catalunha

Municípios da Catalunha

A Catalunha é dividida administrativamente em quatro províncias; a Deputação Provincial (catalão: Diputació Provincial, castelhano: Diputación Provincial) é o órgão administrativo e do governo da província. As províncias e suas populações são:
- Província de Barcelona, cuja capital é Barcelona
- Província de Girona, cuja capital é Girona
- Província de Lérida, cuja capital é Lérida (Lleida em catalão)
- Província de Tarragona, cuja capital é Tarragona

### Comarcas
As comarcas (catalão: comarques) são entidades compostas pelos municípios para gerenciar suas responsabilidades e serviços. A atual divisão regional tem suas raízes em um decreto da Generalidade da Catalunha de 1936, em vigor até 1939, quando foi suprimido por Franco. Em 1987, o Governo catalão adotou a divisão territorial novamente e em 1988 foram acrescentadas três novas comarcas (Alta Ribagorça, Pla d'Urgell e Pla de l'Estany), e em 2015 foi criada a última comarca, o Moianès. Actualmente, existem 42.

### Municípios
O município (catalão: municipi) é o local básico da organização territorial da Catalunha. Existem 948 municípios em todo o território catalão.
| Ranking | Município                 | Comarca           | População 2011 | População 2016 |
| ------- | ------------------------- | ----------------- | -------------- | -------------- |
| 1       | Barcelona                 | Barcelonès        | 1 621,537      | 1 608 746      |
| 2       | L'Hospitalet de Llobregat | Barcelonès        | 257 038        | 254 804        |
| 3       | Badalona                  | Barcelonès        | 219 547        | 215 634        |
| 4       | Terrassa                  | Vallès Occidental | 210 941        | 215 121        |
| 5       | Sabadell                  | Vallès Occidental | 206 493        | 208 246        |
| 6       | Lérida                    | Segrià            | 135 920        | 138 144        |
| 7       | Tarragona                 | Tarragonès        | 140 323        | 131 094        |
| 8       | Mataró                    | Maresme           | 121 722        | 125 517        |
| 9       | Santa Coloma de Gramenet  | Barcelonès        | 119 717        | 117 153        |
| 10      | Reus                      | Baix Camp         | 107 118        | 103 615        |

## Economia

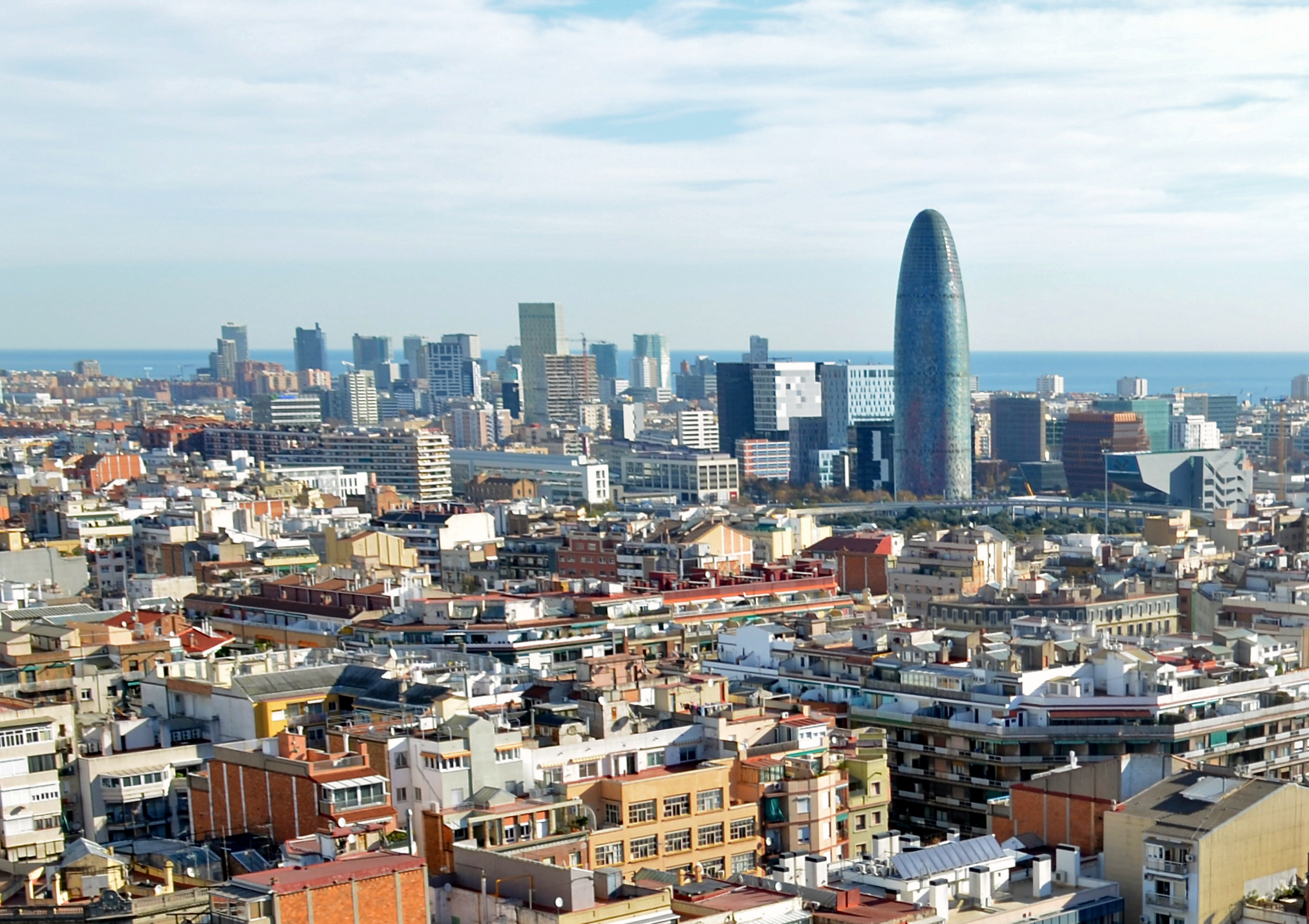
Centro financeiro de Barcelona

Território fortemente industrializado, os principais sectores da economia da Catalunha são o turismo, a indústria (de transformação, têxtil, química, automóvel e agroindustrial) e os serviços. Os principais produtos agrícolas são: azeitonas, vinhos e espumantes (cava), cereais, milho e fruta doce e, na pecuária, o suíno e o bovino.
As exportações da Catalunha representam mais de 25% do total do Estado espanhol, sendo que a indústria química aporta 26,2%, o sector automobilístico, 16% e os bens e equipamentos, 12%.
A Catalunha é o primeiro destino turístico da Espanha. Os principais destinos na Catalunha são: Barcelona (que ganhou grande projecção internacional após sediar os Jogos Olímpicos de 1992), as praias da Costa Brava e Costa Dourada, estações de esqui nos Pirenéus e ainda turismo histórico (em Tarragona, com monumentos romanos classificados Património da Humanidade pela UNESCO em 2000) e turismo cultural (Figueres pelo Teatro-Museu Dalí, Barcelona pelo Museu Pablo Picasso, Fundação Joan Miró e Antoni Tàpies, além do conjunto de obras do arquitecto Antoni Gaudí).
Do ponto de vista financeiro, a Catalunha possui instituições com grande poder, como a La Caixa, ou o Banco Sabadell. Em termos industriais, a Catalunha é a comunidade que tem maior participação no PIB industrial do território espanhol, com 18,9% em 2015.

## Infraestrutura

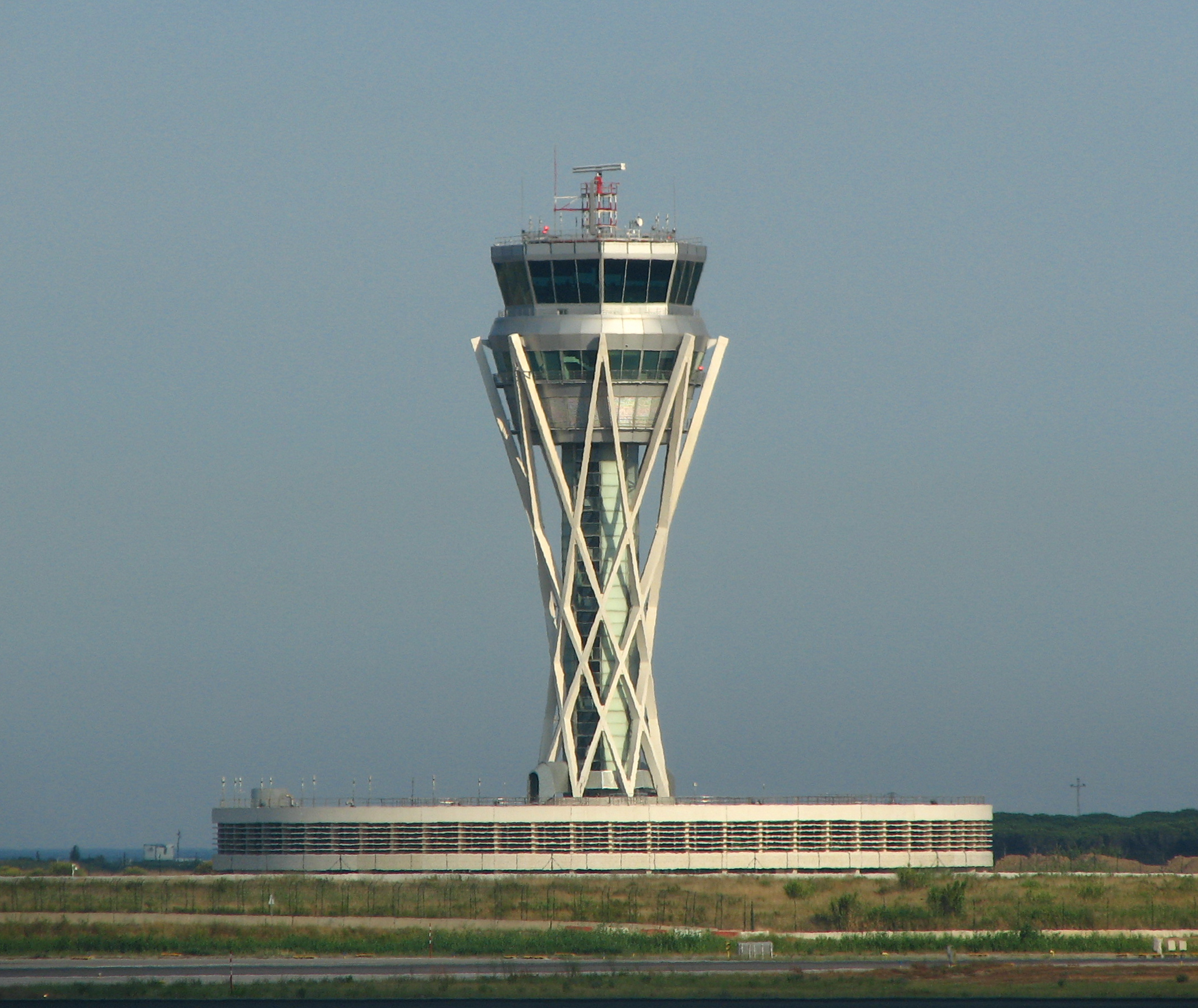
Torre de controle do Aeroporto de Barcelona

- Portos: os de maior volume são o de Barcelona e Tarragona, que são também dois dos principais portos do território espanhol e do Mar Mediterrâneo.
- Aeroportos: O principal localiza-se em Barcelona, o aeroporto internacional de El Prat, ampliado entre os anos 2004 e 2010 com a terceira pista e um novo terminal; existem ainda aeroportos secundários em Girona, Reus e de Lleida-Alguaire.
- Ferroviário: Funcionam na Catalunha as Rodalies de Catalunya (operado pela RENFE) e a FGC (Ferrocarrils de la Generalitat de Catalunya). Barcelona está ligada a Lérida, Tarragona, Girona e Madrid pelo AVE (comboio ou trem de alta velocidade). A ligação a França foi inaugurada em 2013.

### Educação

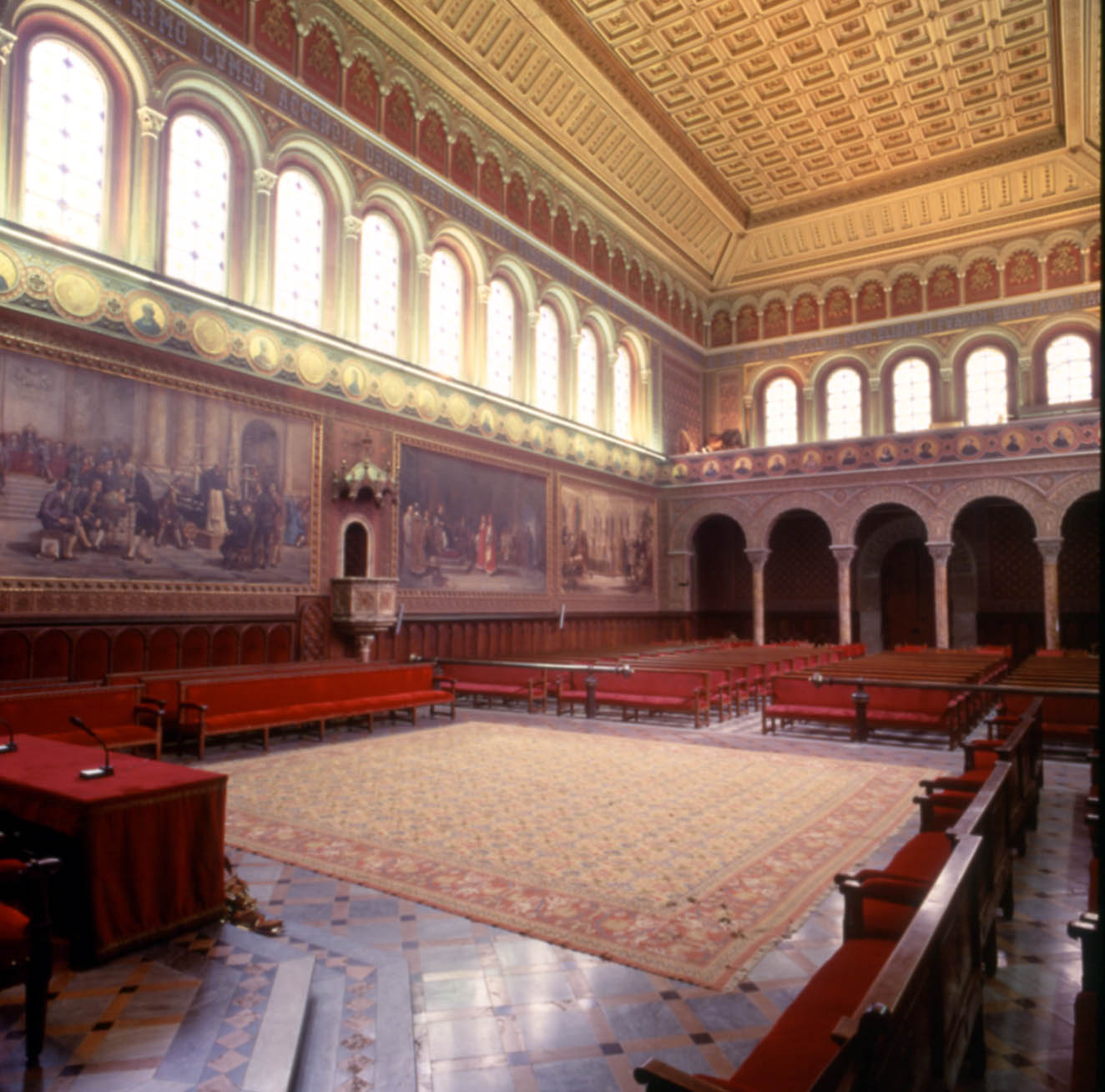
Universidade de Barcelona

O Departamento de Ensino da Generalidade da Catalunha é o organismo público catalão encarregado da política educativa de âmbito não universitário. O Departamento da Empresa e Conhecimento ocupa-se das políticas educativas universitárias. A educação pública na Catalunha é obrigatória e gratuita para todos os indivíduos. O ensino obrigatório compreende dez anos de escolaridade e desenvolve-se entre os seis e os dezasseis anos de idade, após o qual o aluno pode aceder ao bachelarato, à formação profissional de grau médio, aos ciclos de grau médio de artes plásticas e desenho, aos ensinos desportivos de grau médio ou ao mercado de trabalho.
A Comunidade alberga várias instituições de prestígio como a Universidade de Barcelona, fundada em 1450. Outras universidades públicas incluem a Universidade Autônoma de Barcelona em Cerdanyola del Vallès, a Universidade Politécnica da Catalunha e a Universidade Pompeu Fabra em Barcelona, a Universidade de Girona, a Universidade Rovira i Virgili de Tarragona e a Universidade de Lérida (a mais antiga da Catalunha e da Coroa de Aragão, fundada em 1300).

### Saúde
O CatSalut, ou Serviço Catalão de Saúde (Servei Català de Salut, em catalão), foi criado em 1986 e é o organismo responsável pelo sistema de saúde público na Comunidade Autónoma da Catalunha, integrado no sistema de saúde espanhol. Está dependente da Generalidade da Catalunha.

### Mídia
Têm sede e são produzidos na Catalunha alguns canais televisivos de importância: TV3, Canal33, Super3, Esport3, TV3CAT, 3/24 (canal 24h de notícias), BTV, 8TV, la Xarxa. Rádio: RAC1, RAC105, iCat, Catalunya Ràdio, SER Catalunya, Ràdio 4, Ràdio Flaixbac, Flaix FM. Têm sede nos Países Catalães e são produzidos em língua catalã: Televisão: Andorra Televisió, IB3; Rádio: Ràdio Andorra, Andorra Música. Entre os principais jornais estão o La Vanguardia, El Periódico de Catalunya, Ara, El Punt Avui e L'econòmic

## Cultura

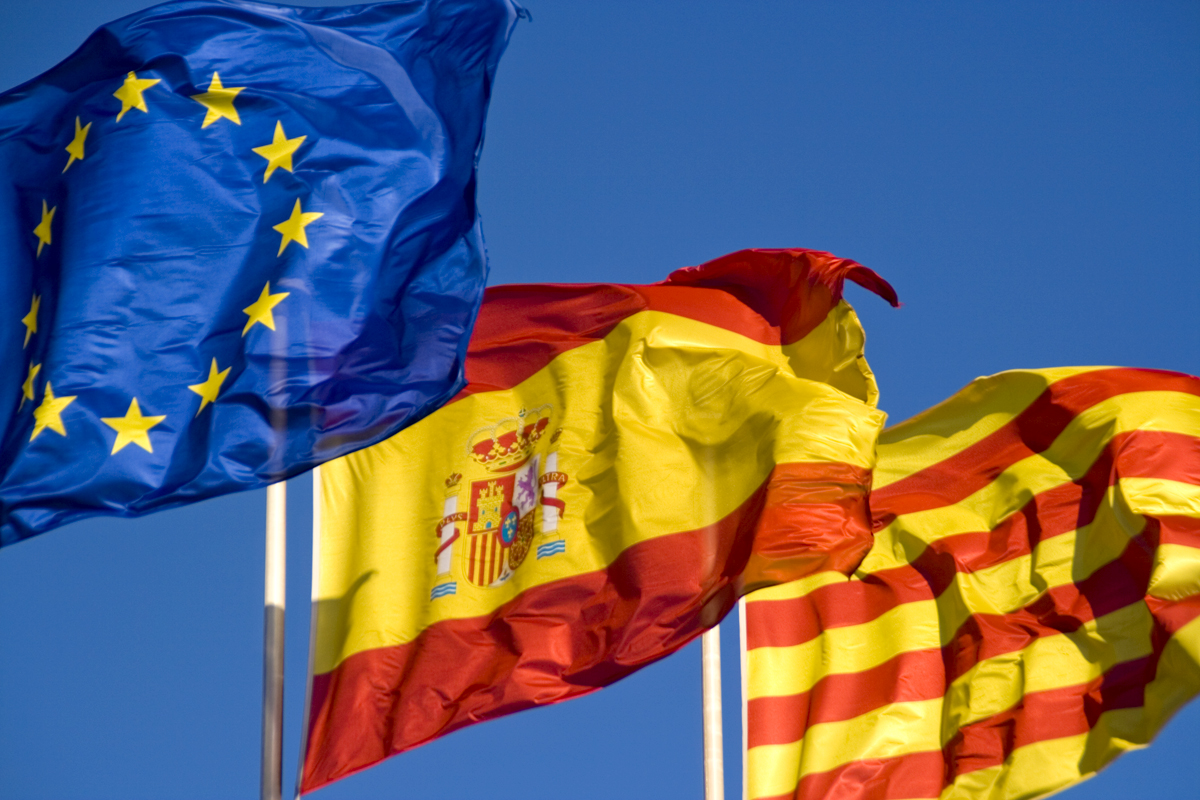
Bandeira da União Europeia, da Espanha e da Catalunha

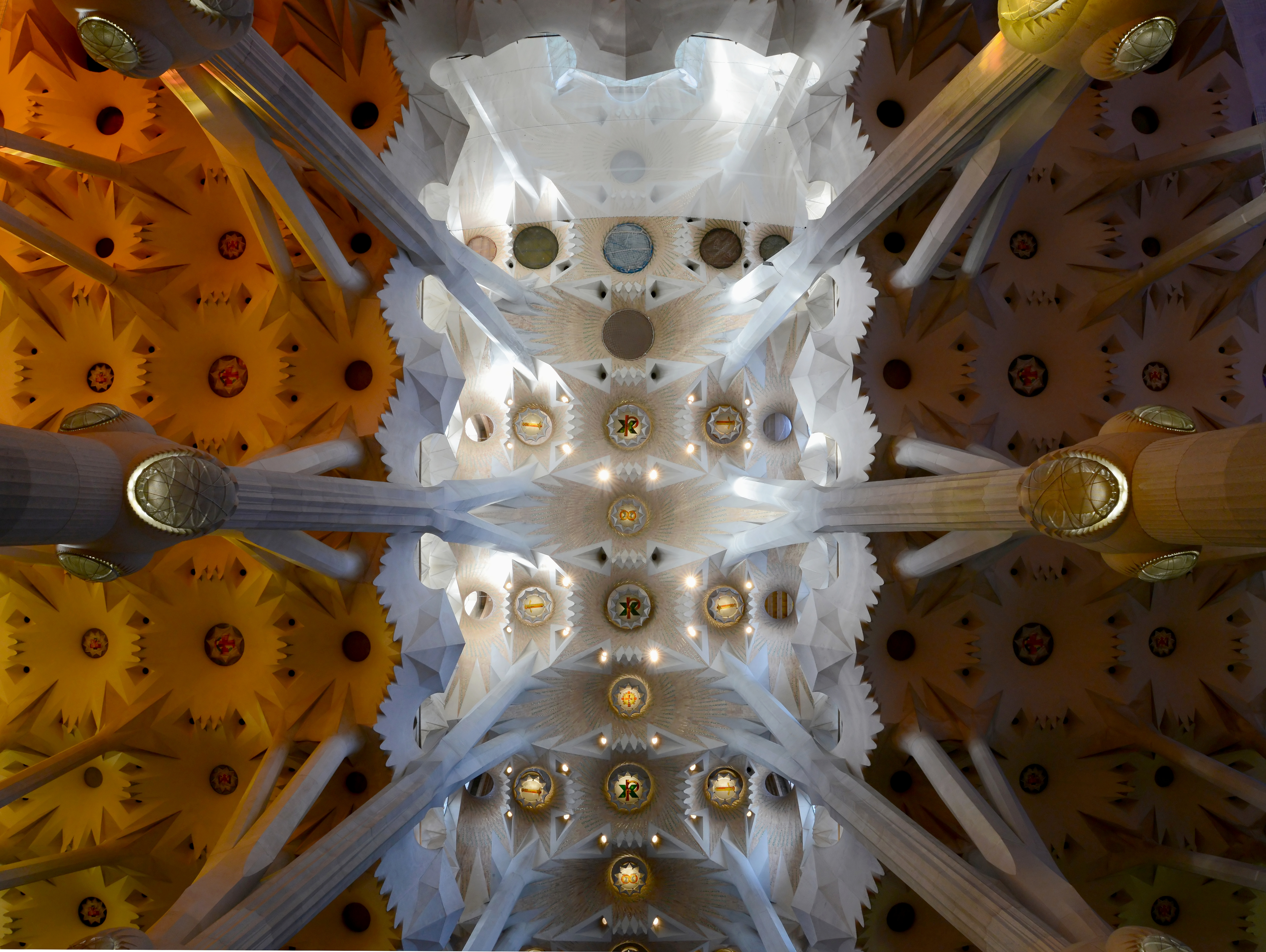
Interior da Sagrada Família de Antoni Gaudí, em Barcelona

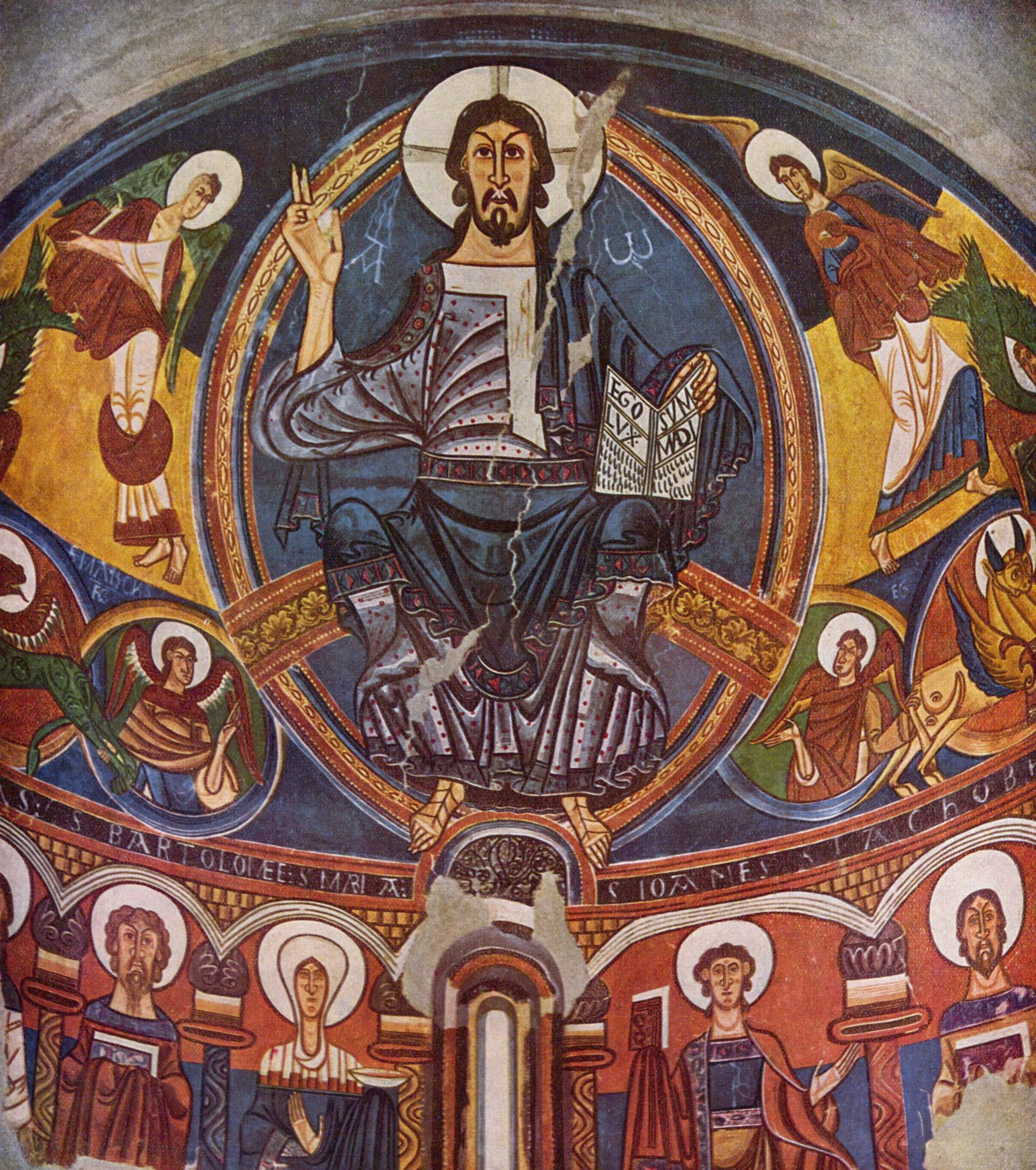
Abside de Sant Climent de Taüll, com o Cristo em Majestade

### Símbolos
Os símbolos nacionais da Catalunha são elementos representativos das características únicas desta comunidade, da sua cultura e história. A bandeira da Catalunha tem o nome de senyera ("senhera" em português) e tem origem no escudo utilizado pelo conde de Barcelona, Raimundo Berengário IV, no século XII. É uma bandeira com o fundo amarelo e quatro barras horizontais, de cor vermelha.
Els Segadors ("Os Ceifadores") é o hino nacional da Catalunha. A sua origem data da Guerra dos Segadores, no século XVII. A música é de Francesc Alió e foi composta em 1892, baseada em uma antiga música popular, a letra é de Emili Guanyavents (1899). A Generalidade oficializou Els Segadors em 1993. O Dia Nacional da Catalunha (em catalão Diada Nacional de Catalunya), celebrado oficialmente cada 11 de setembro, comemora anualmente a resistência catalã durante o Cerco de Barcelona (1713–1714).

### Arquitetura
Na área da arquitetura foram desenvolvidos e adaptados para a Catalunha diferentes estilos artísticos prevalentes na Europa, deixando em muitas igrejas, mosteiros e catedrais, o estilo românico (os melhores exemplos de que estão localizados na metade norte do território) e estilos góticos. Durante a Idade Média, muitos castelos fortificados foram construídos por nobres feudais para marcar seus poderes. Existem alguns exemplos de arquiteturas renascentistas, barrocas e neoclássicas. Modernismo (Art Nouveau) no final do século XIX aparece como a arte nacional. Os arquitetos catalães de renome mundial deste estilo são Antoni Gaudí, Lluís Domènech i Montaner e Josep Puig i Cadafalch. No campo do racionalismo arquitetônico, destacando-se Josep Lluís Sert e Torres Clavé e, na arquitetura contemporânea, Ricard Bofill e Enric Miralles.

### Artes plásticas
Os pintores catalães de grande nome internacional são Salvador Dalí, Joan Miró e Antoni Tàpies. O malaguenho Pablo Ruiz Picasso viveu sua juventude na Catalunha onde iniciou o cubismo. Existem na comunidade importantes espaços museológicos como o Teatro-Museu Dalí (em Figueres), e em Barcelona o Museu Picasso, Fundação Joan Miró, Fundação Antoni Tàpies, CaixaFòrum, Centro de Cultura Contemporânea de Barcelona (CCCB), Museu Nacional de Arte da Catalunha (MNAC), Museu de Arte Contemporânea de Barcelona (MACBA), ou o conjunto arqueológico de Tarragona, considerado Património da Humanidade pela UNESCO em 2000, são alguns dos mais importantes.

### Música
Na música erudita destacam-se internacionalmente o tenor Josep Carreras, a soprano Montserrat Caballé, Jaume Aragall e Victoria de los Ángeles, o violonista Pau Casals e o músico e compositor Jordi Savall. A ópera de Barcelona, o Gran Teatre del Liceu (aberto em 1847), permanece como uma das mais importantes na Espanha.
Na música popular Joan Manuel Serrat, Maria del Mar Bonet, Lluís Llach e Francesc Pi de La são os nomes mais relevantes. A rumba catalã, outro género popular, foi divulgada na cidade de Barcelona pela mão das comunidades ciganas nos anos 1950. São conhecidos Los Manolos, Els Batak, La Pegatina e Dijous Paella, entre outros. No Rock catalão são referências Els Pets, Gossos, Lax'n Busto, Antònia Font, Sopa de Cabra, Glaucs e Brams. Os Festivais de música rock, eletrónica e experimental são importantes, especialmente em Barcelona. Têm sucesso internacional o Sónar, Primavera Sound, e Crüilla.

### Literatura

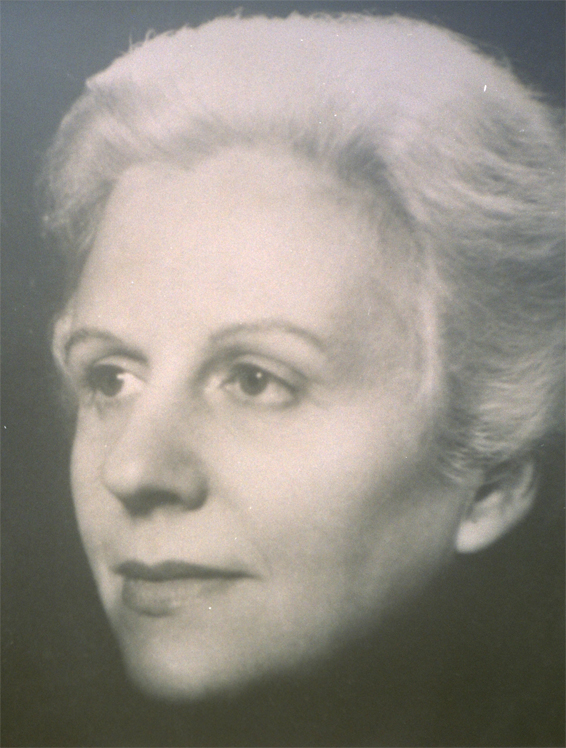
Mercè Rodoreda

O uso literário da língua catalã é considerado iniciado com o texto religioso conhecido como Homilies d'Organyà, escrito no final do século XI ou início do XII. Há dois momentos históricos de esplendor da literatura catalã. O primeiro começa com as crônicas historiográficas do século XIII (crônicas escritas entre os séculos XIII e XIV narrando os feitos dos monarcas e das principais figuras da Coroa de Aragão) e a subsequente Idade de Ouro dos séculos XIV e XV. Após esse período, entre os séculos XVI e XIX, a historiografia romântica definiu esta época como a Decadència, considerada o período "decadente" da literatura catalã por causa de um desuso generalizado da língua vernácula em contextos culturais e falta de patrocínio entre a nobreza.
O segundo momento de esplendor começou no século XIX com a Renaixença cultural e política representada por escritores e poetas como Jacint Verdaguer, Narcís Oller, Joan Maragall e Àngel Guimerà. Durante o século XX foram desenvolvidos os movimentos vanguardistas representados por Josep Carner, Carles Riba, J.V. Foix e outros. Durante a Guerra Civil eo período franquista, os autores mais proeminentes foram Josep Pla, Mercè Rodoreda e Salvador Espriu.
Depois da transição para a democracia (1975–1978) e da restauração da Generalidade da Catalunha (1977), a vida literária eo mercado editorial voltaram à normalidade ea produção literária catalã está a ser reforçada com uma série de políticas linguísticas destinadas a proteger a cultura catalã. Além dos autores citados, outros relevantes escritores do século XX do período franquista e da democracia incluem Joan Brossa, Agustí Bartra, Manuel de Pedrolo, Pere Calders ou Quim Monzó.

### Folclore

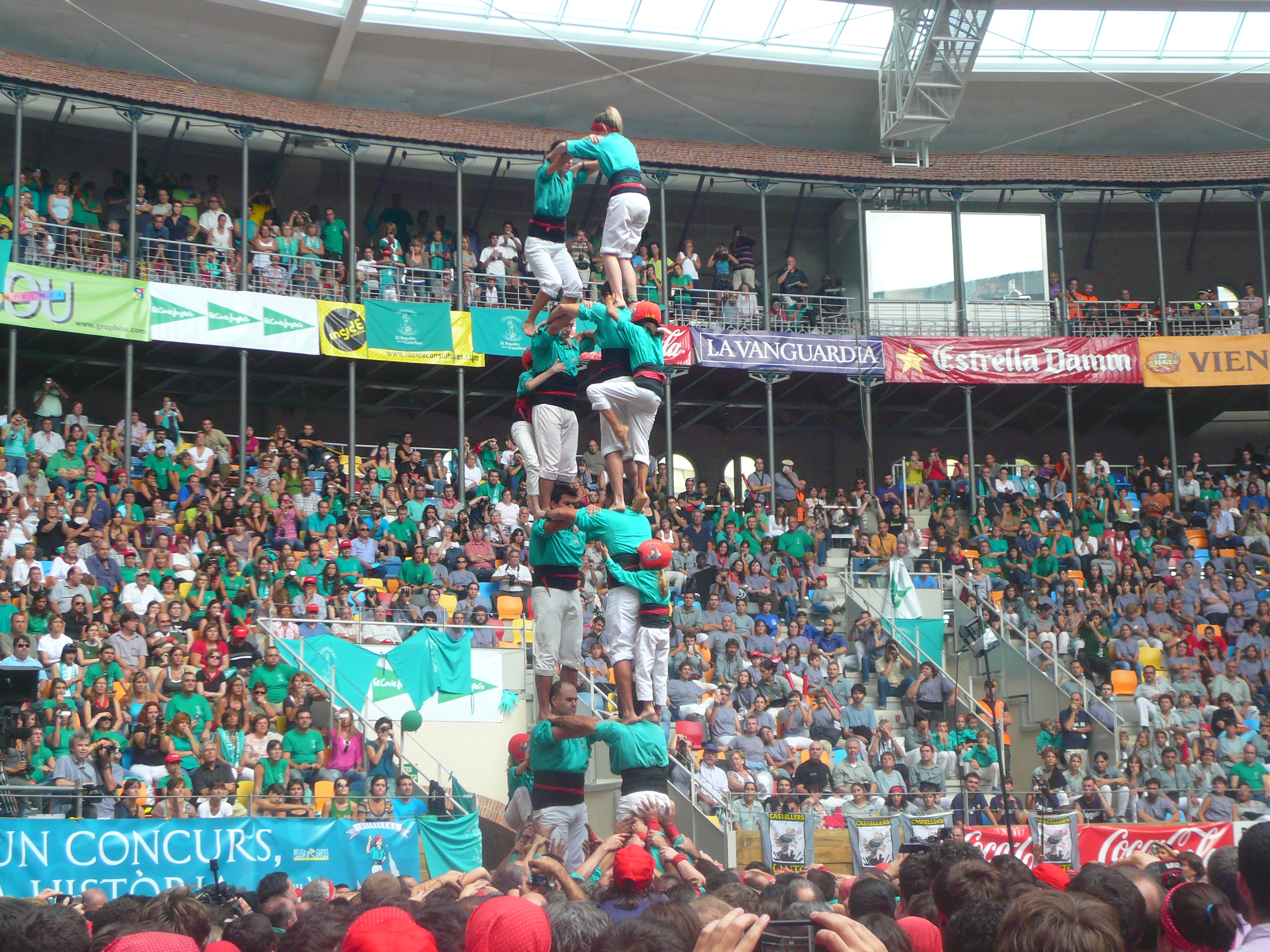
Castellers de Vilafranca

Os Castells é uma das principais manifestações da cultura popular catalã. A atividade consiste em construir torres humanas através de competências de castellers (equipes). Esta prática originou-se na parte sul da Catalunha, principalmente nas regiões do Penedès e do Camp de Tarragona, durante o século XVIII, e mais tarde foi prolongada ao longo dos séculos XIX e XX para o resto do território. A tradição de os Castells foi declarada obra-prima do Patrimônio Oral e Intangível da Humanidade pela UNESCO em 2010.
A Sardana é considerada a dança tradicional da Catalunha, onde os participantes formam um círculo de mãos dadas. Nas grandes celebrações estão habitualmente presentes outros elementos da cultura popular catalã: os desfiles de gegants (gigantes) e correfocs de demónios e foguetes. Outra celebração tradicional na Catalunha é a Patum de Berga. A Diada de Sant Jordi (Dia de São Jorge), é celebrado a 23 de abril, porque este santo é considerado o patrono da Catalunha. Nesta festividade, também conhecida como o dia dos namorados na Catalunha (em vez de São Valentim), oferecem-se tradicionalmente rosas e livros.

### Gastronomia

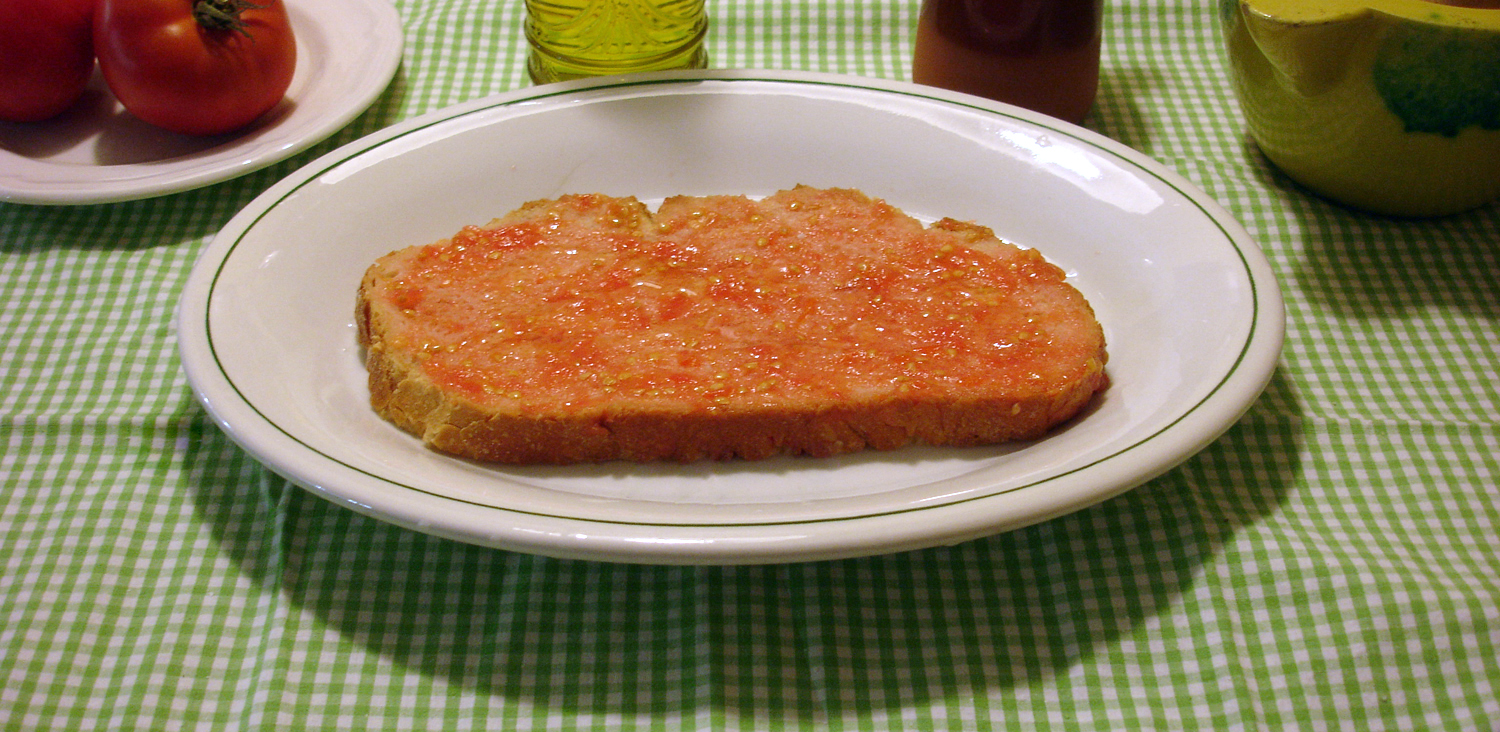
Pa amb tomàquet (pão com tomate)

A gastronomia catalã tem uma longa tradição culinária. Seus processos culinários são descritos em documentos desde o século XV. Como todas as cozinhas do Mediterrâneo, faz uso abundante de peixes, frutos do mar, azeite, pão e legumes. As especialidades são numerosas e incluem o pa amb tomàquet (pão com tomate), que consiste em pão, às vezes torrado, com tomate esfregado e temperado com azeite e sal e normalmente servido acompanhado com qualquer tipo de salsichas (botifarres, fuet, presunto ibérico, etc.), presunto ou queijos. Outros são a calçotada, escudella i carn d'olla, suquet de peix e, como sobremesa, a crema catalana.
Terra do vinho, a vinha catalã tem várias Denominacions d'Origen como Priorat, Montsant, Penedès e Empordà, e também encontrou lá um espumante, o cava. Também é reconhecida internacionalmente pela sua alta gastronomia, incluindo restaurantes como El Bulli ou El Celler de Can Roca, que dominam regularmente os rankings internacionais.

### Desportos

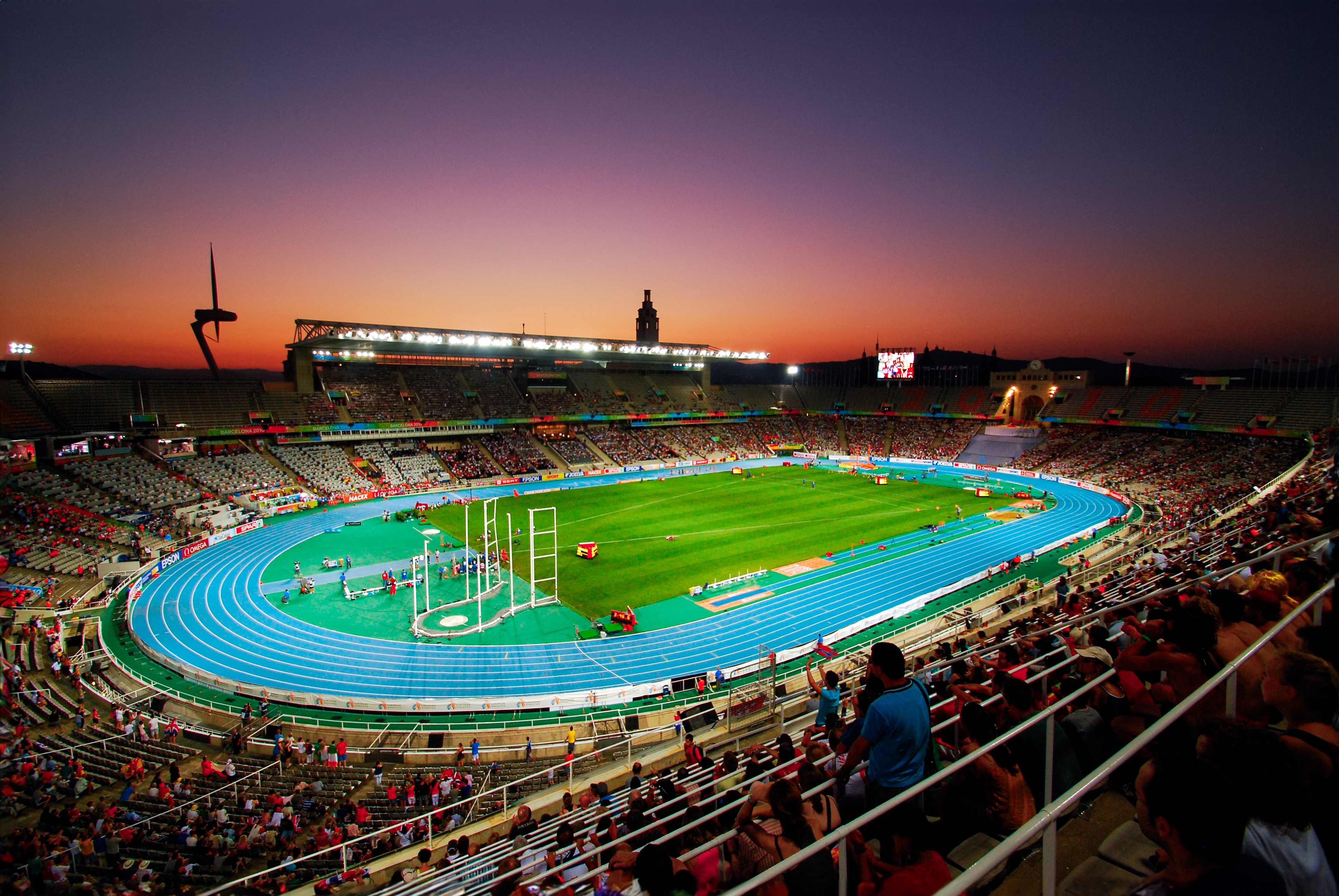
Estádio Olímpico Lluís Companys

O desporto tem uma incidência importante na vida e cultura catalãs desde o início do século XX e, como resultado, tem uma infraestrutura desportiva bem desenvolvida. Os principais esportes são futebol, basquetebol, handebol, hóquei em patins, tênis e desportos motorizados. Apesar do fato de que os esportes mais populares são representados fora pelas equipes nacionais espanholas, a Catalunha pode jogar oficialmente como se mesma em alguns outros, como o corfebol, o futsal ou o rugby league.
A Federação Catalã de Futebol também periodicamente coloca uma seleção nacional catalã contra a oposição internacional, jogando partidos amistosos. Nos últimos anos têm jogado com a Bulgária, Argentina, Brasil, País Basco, Colômbia, Nigéria, Cabo Verde e Tunísia. Os maiores clubes de futebol são o FC Barcelona (também conhecido como Barça), que conquistou 5 campeonatos europeus, 4 Taças das Copas da UEFA eo RCD Espanyol, que foi duas vezes vice-campeão da Taça UEFA. Ambos jogam na Liga. No basquetebol destacam-se o Joventut Badalona, o Futbol Club Barcelona e os campeões mundiais Pau Gasol, Marc Gasol, Raül López, Ricky Rubio.
Os desportos motorizados tem uma longa tradição na Catalunha envolvendo muitas pessoas, com alguns campeões mundiais (por exemplo Marc Márquez) e várias competições organizadas desde o início do século XX. O Circuito da Catalunha, construído em 1991, é um dos principais locais de desporto motorizado, com o Grande Prémio de Motociclismo da Catalunha, o Grande Prémio de F1 de Espanha, e o Grande Prêmio da Catalunha de Motovelocidade.
A Catalunha acolheu muitos eventos desportivos internacionais relevantes, como os Jogos Olímpicos de Verão de 1992 em Barcelona, e também os Jogos do Mediterrâneo de 1955 ou o Campeonato Mundial de Esportes Aquáticos de 2013. Realizou anualmente a quarta-mais antiga competição de ciclismo de estrada por etapas ainda existente no mundo, a Volta a Catalunya (Volta à Catalunha).